# HMNB Portsmouth
La HMNB Portsmouth est l'une des trois bases d'opérations au Royaume-Uni de la Royal Navy — les deux autres étant la HMNB Clyde et la HMNB Devonport.
La base navale de Portsmouth fait partie de la ville de Portsmouth et est située sur la rive est du port, au nord du Solent et de l'île de Wight. Jusqu'au début des années 1970, elle était officiellement connue sous le nom de Portsmouth Royal Dockyard (ou HM Dockyard, Portsmouth) ; par la suite, le terme « base navale » s'est répandu, accordant une plus grande attention au personnel et aux éléments de soutien parallèlement à l'accent traditionnel mis sur la construction, la réparation et l'entretien des navires. En 1984, la fonction de Royal Dockyard de Portsmouth a été déclassée et elle a été officiellement rebaptisée Fleet Maintenance and Repair Organization (FMRO). La FMRO a été privatisée en 1998 et pendant un certain temps (de 2002 à 2014), la construction navale, sous forme de construction en blocs, est revenue. Vers l'an 2000, la désignation HMS Nelson — qui jusque-là était spécifique à la caserne navale de Portsmouth à Queen Street — a été étendue pour couvrir toute la base.
La base est le quartier général des deux tiers de la flotte de surface de la Royal Navy et emploie jusqu'à 17 200 personnes. La base abrite également un certain nombre d'activités commerciales à terre (y compris une installation de réparation navale exploitée par BAE Systems Maritime) ; logistique navale, hébergement et installations horeca; et les fonctions de soutien du personnel (par exemple médical et dentaire; éducation; pastorale et bien-être) assurées par l'équipement et le soutien de la défense. Portsmouth a construit des sections pour et sera le port d'attache des deux nouveaux porte-avions de la Royal Navy, le HMS Queen Elizabeth et le HMS Prince of Wales. Ils ont exigé que le port soit dragué pour permettre l'entrée et la sortie en toute sécurité. Le projet visait à assurer l'avenir de la base pour les quarante prochaines années et revitaliserait la construction navale dans la ville; mais en raison des coupes budgétaires en 2013, la construction navale à Portsmouth a été fermée en faveur de BAE gardant ses chantiers à Glasgow ouverts. Il a été supposé que cela contribuerait à maintenir l'Écosse dans l'union lors du référendum sur l'indépendance de l'Écosse de 2014 et le président de la BAE a suggéré que la construction navale pourrait revenir dans la ville si l'Écosse votait pour l'indépendance.
La base navale de Portsmouth est la plus ancienne de la Royal Navy, et elle a été une partie importante de l'histoire du service supérieur et de la défense des îles britanniques pendant des siècles. À une certaine époque, c'était le plus grand site industriel du monde. Il abrite l'une des plus anciennes cales sèches au monde. Les anciennes usines de fabrication de blocs ont une importance internationale, car elles ont été la première usine au monde à utiliser des machines-outils à vapeur pour la production de masse. En 1985, un partenariat entre le ministère de la Défense et le conseil municipal de Portsmouth a créé le Portsmouth Naval Base Property Trust pour gérer une partie du coin sud-ouest historique de la base navale, en vertu d'un bail de 99 ans, en tant que zone patrimoniale : Portsmouth Historic Dockyard. Il permet aux membres du public de visiter d'importantes attractions maritimes telles que la Mary Rose, le HMS Victory, le HMS Warrior et le Royal Naval Museum.

## Nom
HMNB signifie His Majesty's Naval Base, soit en français « base navale de Sa Majesté ».

## Base fonctionnelle
La base navale de Portsmouth abrite les deux tiers des navires de surface de la Royal Navy et emploie jusqu'à 17 200 personnes.

### Personnel senior

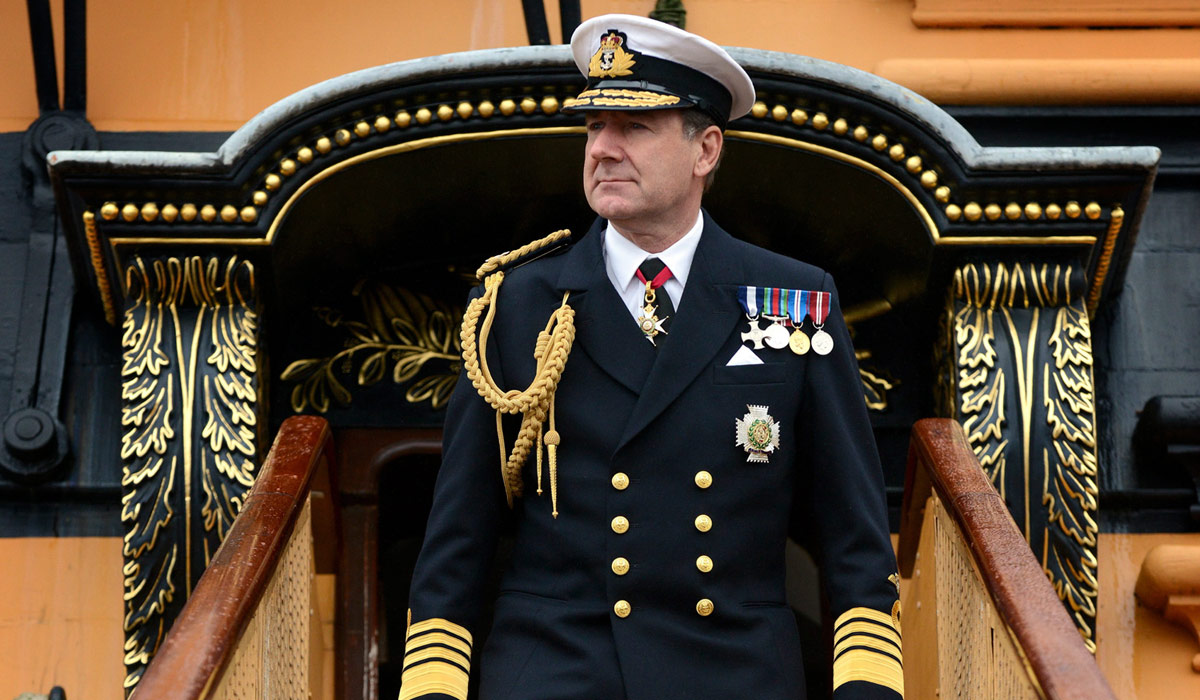
Le First Sea Lord sir George Zambellas débarque de son navire amiral en 2014.

Le Commandant de la base navale (NBC) depuis mars 2019 est le Commodore Jeremy Bailey. Le port est sous le contrôle du Queen's Harbour Master (QHM), travaillant pour le commandant de la base navale est actuellement le commandant Steve Hopper, qui est l'autorité de réglementation du port de l'arsenal de Portsmouth, une zone d'environ 50 milles carrés (129,4994055 km2) qui englobe le port de Portsmouth et le Solent oriental. QHM Harbour Control est basé dans le bâtiment de la tour Sémaphore. Les mouvements d'expédition sont gérés par une équipe de pilotes de l'amirauté dirigée par le pilote en chef de l'amirauté, Nick Randall.
En 1836, le commandant en chef de Portsmouth reçut un logement dans le chantier naval (à Admiralty House) et en 1889, il reçut le HMS Victory pour être son navire amiral de cérémonie. Ces privilèges ont été hérités par le commandant en chef du Naval Home Command en 1969 et par le Second Sea Lord en 1994. Ce dernier a continué (en tant que commandant en chef du Naval Home Command) à arborer son drapeau depuis le HMS Victory (le plus ancien navire de guerre commandé au monde) jusqu'en 2012. Depuis lors, le poste de commandant en chef est revenu au premier Sea Lord, et avec lui l'utilisation de la Victory comme navire amiral. Le Second Sea Lord se trouve maintenant au Henry Leach Building sur Whale Island, qui est également le quartier général du Fleet Commander.

### Flottille de Portsmouth

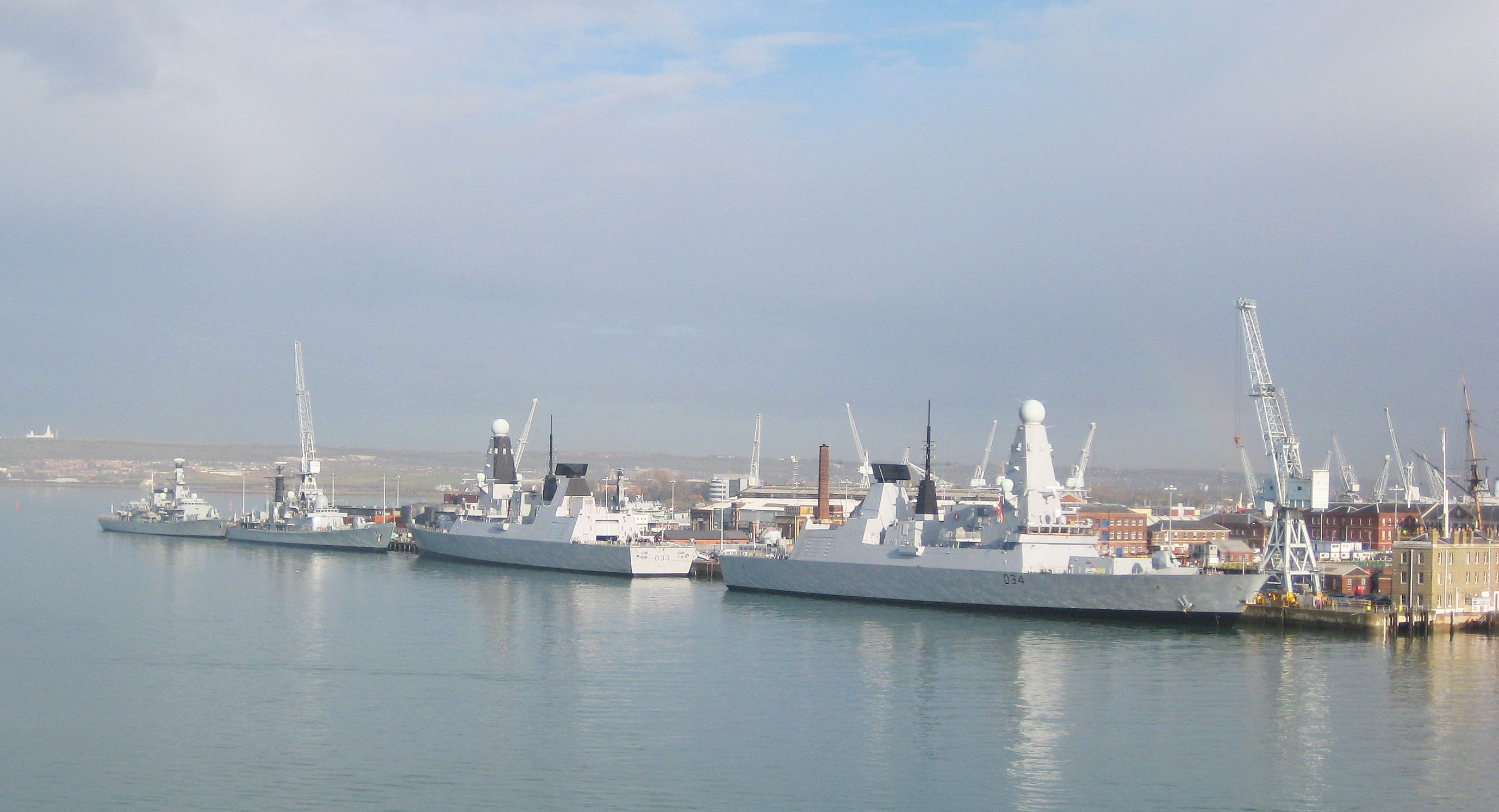
Quatre navires de la Royal Navy aux côtés du HMNB Portsmouth, dont les destroyers de type 45 HMS Dauntless et HMS Diamond.

La base accueille une grande partie de la flotte de surface de la Royal Navy, y compris la classe Queen Elizabeth, les destroyers de type 45, six frégates de type 23, les patrouilleurs de classe River et un escadron de navires de lutte contre les mines, à la fois des dragueurs de mines et des chasseurs de mines. La plupart des navires basés à Portsmouth font partie de la flottille de Portsmouth, dans le cadre de la réorganisation Fleet First qui a vu la flottille à trois ports, Portsmouth, Devonport et Faslane, remplacer les escadrons de frégates et de destroyers et d'autres groupements. La flottille fait partie de la flotte de surface de la Royal Navy.

#### Navire de la compagnie
- HMS Victory

#### Porte-avions de classeQueen Elizabeth

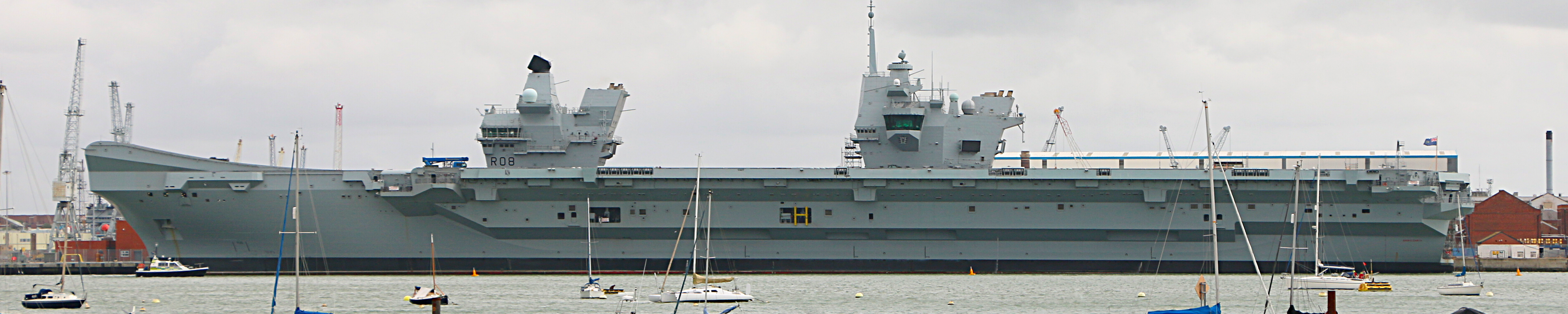
Le HMS Queen Elizabeth a accosté à côté de la jetée Princess Royal (anciennement Middle Slip Jetty).

- HMS Queen Elizabeth
- HMS Prince of Wales

#### Destroyers de type 45
- HMS Daring - in refit
- HMS Dauntless - in refit
- HMS Diamond
- HMS Dragon
- HMS Defender
- HMS Duncan - in refit

#### Frégates de type 23
- HMS Kent
- HMS Lancaster

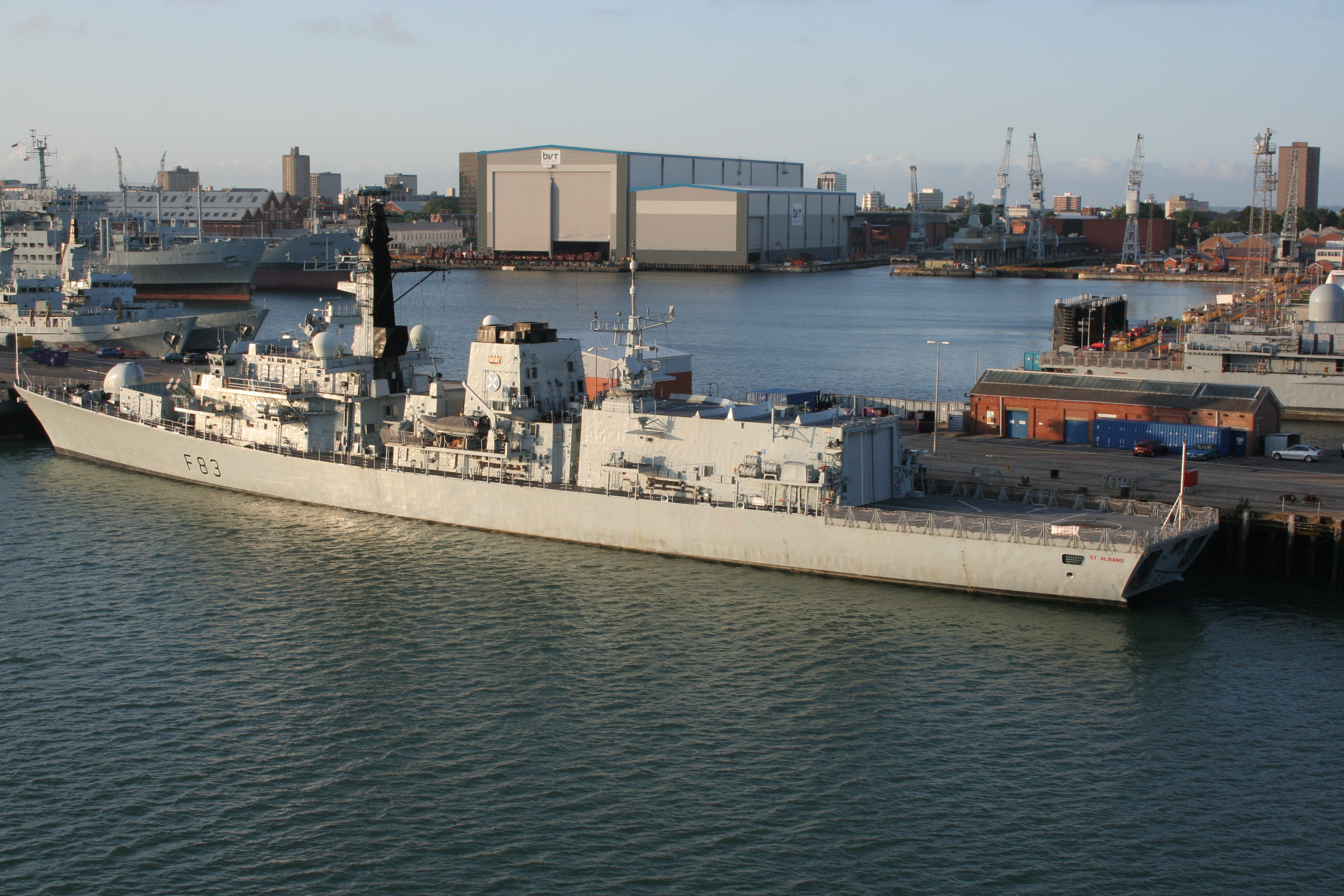
Frégate de type 23 HMS St Albans aux côtés du bassin n ° 3.

- HMS Iron Duke (Currently in LIFEX refit)
- HMS Westminster

Dans le cadre des changements aux arrangements de portage de base annoncés en novembre 2017, les navires HM Westminster, Richmond, Kent et St Albans déménageront vers la flottille de Devonport d'ici 2023; le navire HMS Argyll se déplacera dans la direction opposée. HMS Monmouth et HMS Montrose devait également déménager à Portsmouth. Cependant, selon les termes du livre blanc sur la défense 2021, ils seront retirés du service prématurément. Richmond devient un navire Devonport à la fin de son radoub. St Albans a déménagé à Devonport en juillet 2019 en préparation de son radoub majeur.

#### Navires de lutte contre les mines de classe Hunt
- HMS Ledbury
- HMS Cattistock

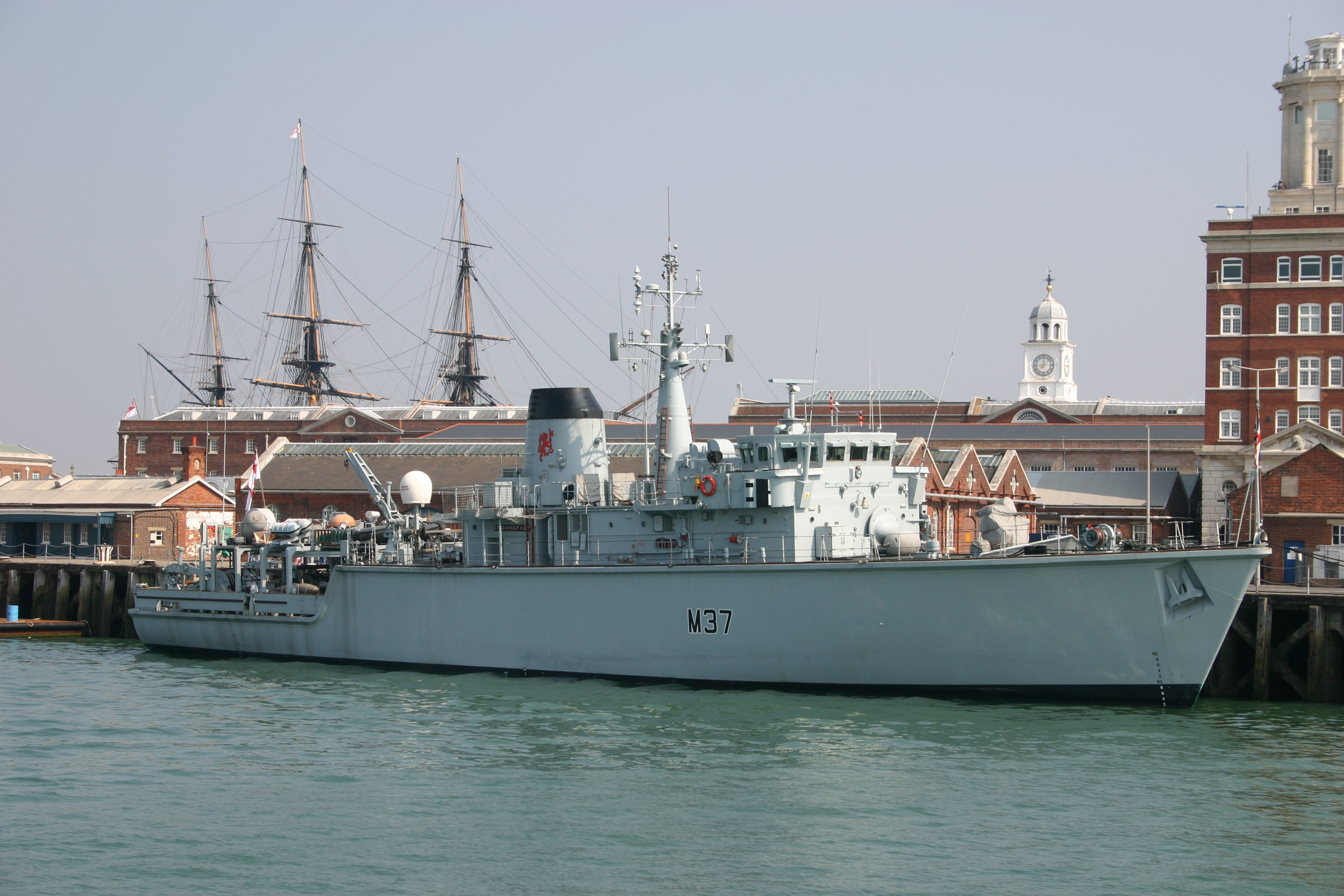
MCMV HMS Chiddingfold sur la jetée du chemin de fer sud.

- HMS Brocklesby - en opération dans le golf
- HMS Middleton
- HMS Chiddingfold - en opération dans le golf
- HMS Hurworth - remise en état

#### Navires de patrouille de classe River
- HMS Tyne
- HMS Severn
- HMS Mersey

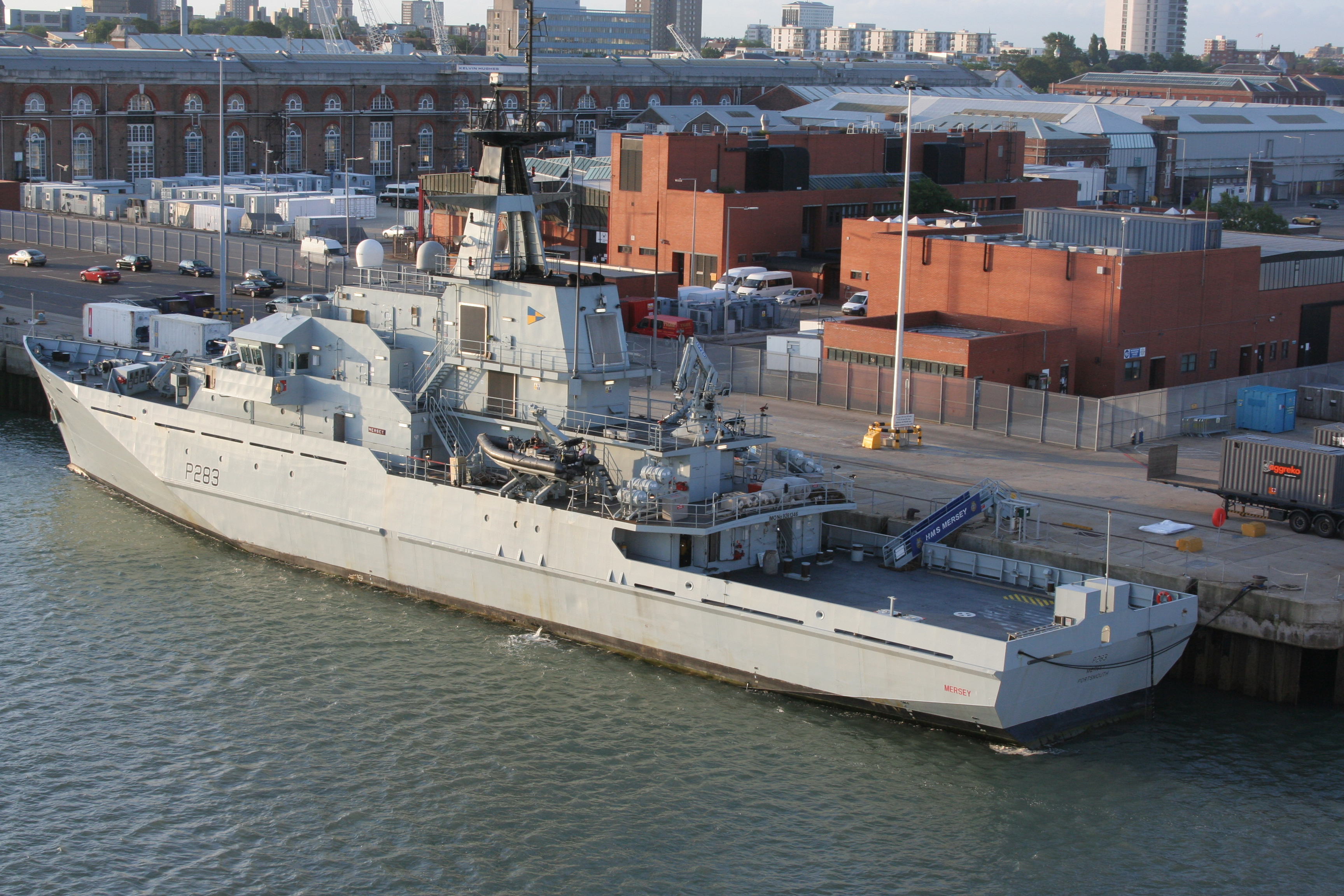
Navire de patrouille HMS Mersey à HMNB Portsmouth.

- HMS Forth[10] – actuellement dans les îles Malouines comme as garde côtes depuis 2019
- HMS Medway - actuellement dans les Antilles depuis 2020
- HMS Trent - actuellement en déploiement à Gibraltar
- HMS Tamar

#### Navires de patrouille de classe Archer
Les quatorze navires de patrouille de la classe Archer (P2000) affectés au premier escadron de patrouilleurs soutenant les unités navales royales de l'Université font officiellement partie de la flottille de Portsmouth, bien que beaucoup soient basés en permanence ailleurs au Royaume-Uni.
- HMS Archer - Unité navale royale des universités d'Édimbourg - Basée à Leith.
- HMS Biter - Unité navale royale des universités de Manchester et de Salford - Basée au HMS Eaglet à Liverpool.
- HMS Blazer - Unité de la Marine royale des universités de Southampton - Basée à Portsmouth.
- HMS Charger - Unité de la Marine royale des universités de Liverpool - Basée au HMS Eaglet à Liverpool.
- HMS Dasher - Basé à Gibraltar.
- HMS Example - Unité de la Marine royale des universités du Northumbrian - Basée au HMS Calliope à Gateshead.
- HMS Exploit - Unité de la Marine royale des universités de Birmingham - Basée à Portsmouth.
- HMS Explorer - Unité de la Marine royale des universités du Yorkshire - Basée à Hull.
- HMS Express - Unité navale royale des universités du Pays de Galles - Basée à Penarth Marina.
- HMS Puncher - Unité de la Marine royale des universités de Londres - Basée à Portsmouth.
- HMS Pursuer - Basé à Gibraltar.
- HMS Ranger - Unité de la Marine royale des universités du Sussex - Basée à Portsmouth.
- HMS Smiter - Unité navale royale des universités d'Oxford - Basée à Portsmouth.
- HMS Trumpeter - Unité de la Marine royale des universités de Cambridge - Basée à Ipswich.

## Chantier naval historique de Portsmouth

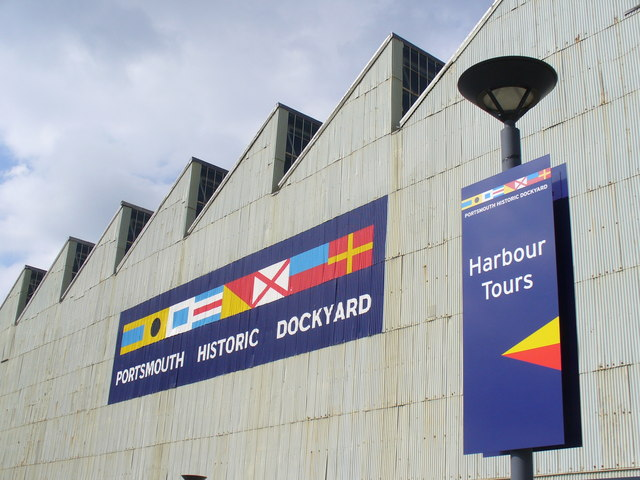
Boathouse 4.

« Portsmouth Historic Dockyard » est le nom donné à la partie de la base qui est ouverte au public; il héberge :
- L'épave soulevée de la caraque Tudor Mary Rose visible dans un nouveau bâtiment (2013) du musée Mary Rose.
- HMS Victory, le vaisseau amiral de Nelson à Trafalgar, qui (tout en étant toujours en service) est également ouvert au public
- HMS Warrior, le premier Ironclad océanique (construit à Blackwall sur la Tamise en 1860 et maintenant amarré dans le chantier naval).
- HMS M33, un moniteur de la Première Guerre mondiale (ouvert au public en 2015)
- Le Musée national de la Royal Navy, Portsmouth, l'un des principaux musées maritimes du monde. Les expositions incluent la Trafalgar Sail (la voile d'avant-garde de la Victoire utilisée lors de la bataille de Trafalgar, 1805)
- Action Stations, un centre contenant des expositions interactives démontrant divers aspects de la science navale ainsi qu'un certain nombre de simulateurs
- L'exposition Dockyard Apprentice, qui raconte l'histoire du chantier naval lui-même et la vie professionnelle en son sein[12].
- Visites du port de Portsmouth
- Boathouse 4 (ouvert en 2015), qui raconte "l'histoire oubliée'' des petits bateaux de la marine et est un site actif de construction et de restauration de bateaux.

Le Royal Marines Museum doit déménager au chantier naval historique d'Eastney; il était prévu de rouvrir en 2019 à Boathouse 6, mais en raison d'un manque de financement, cela a été retardé, probablement jusqu'en 2022. À la suite du déménagement d'une exposition de construction de bateaux (à Boathouse 4), Boathouse 5 est en cours de rénovation en tant que nouvelle «installation d'orientation et de billetterie».
Le Portsmouth Naval Base Property Trust a longtemps cherché à étendre la zone du chantier naval historique pour couvrir les quais secs 4 et 5 et le bâtiment historique Block Mills, entre autres. En 2015, un concours de conception architecturale pour le projet a été remporté par Latz + Partner; cependant, le ministère de la Défense a indiqué par la suite que la propriété au nord du Mary Rose ne sera pas cédée pendant plusieurs années au moins, en raison de la proximité du site avec le poste d'amarrage proposé des nouveaux porte-avions de classe Queen Elizabeth.

## Histoire
Avec Woolwich, Deptford, Chatham et Plymouth, Portsmouth a été l'un des principaux chantiers navals ou bases de la Royal Navy tout au long de son histoire.

### Période médiévale
Richard I a ordonné la construction du premier quai sur le site en 1194, tandis que son successeur John a ajouté des murs autour de la zone en 1212. Les quais ont été utilisés par divers rois lors des invasions de la France aux XIIIe et XIVe siècles, y compris la guerre de Saintonge en 1242. Édouard II a ordonné à tous les ports de la côte sud d'assembler leurs plus gros navires à Portsmouth pour transporter des soldats et des chevaux au duché d'Aquitaine en 1324 afin de renforcer les défenses.

### Tudors

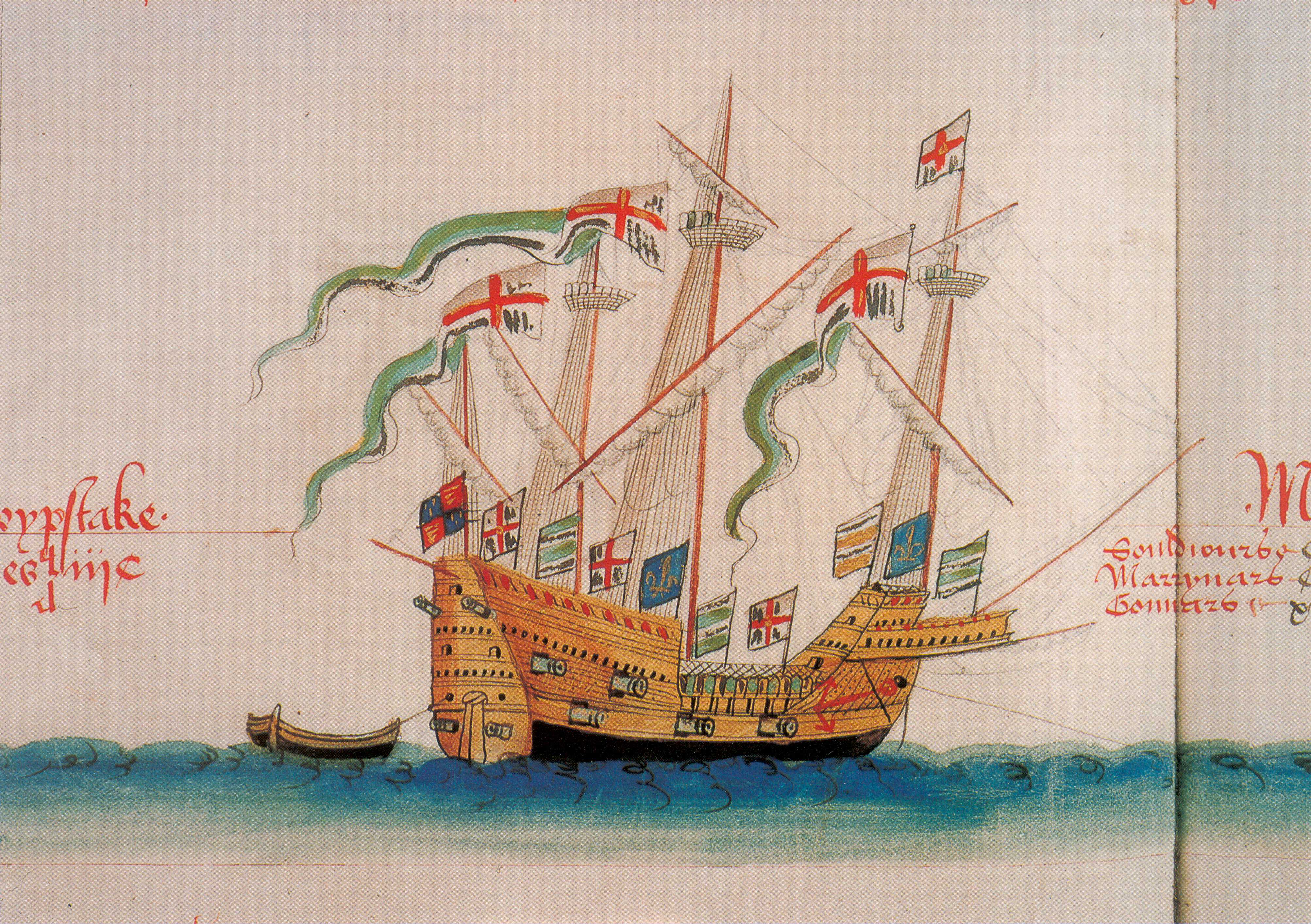
Le Sweepstake comme illustré dans le rôle d'Anthony.

La première cale sèche enregistrée au monde a été construite à Portsmouth par Henry VII en 1495. Le premier navire de guerre construit ici fut le Sweepstake de 1497; les caraques Mary Rose de 1509 et Peter Pomegranate de 1510 ont été plus importantes - tous deux ont été reconstruits ici en 1536. L'épave du Mary Rose (qui a chaviré en 1545, mais a été soulevée en 1982), est exposée dans un musée construit à cet effet. Le quatrième navire de guerre Tudor était le galleass Jennett, construit en 1539 et agrandi en galion en 1558.
La nomination d'un Thomas Jermyn comme gardien du quai à Portsmouth est enregistrée en 1526, un commis aux magasins étant nommé à partir de 1542. Les archives contemporaines suggèrent que la cale sèche a été agrandie et reconstruite en 1523 afin d'accueillir le Henry Grâce à Dieu (le plus grand navire de la flotte à cette époque); mais cent ans plus tard, il est décrit comme étant rempli de gravats.
À la suite de la création du chantier naval de Chatham au milieu des années 1500, aucun nouveau navire de guerre n'y fut construit avant 1648, mais les navires de Portsmouth constituaient un élément clé de la flotte qui a chassé l' Armada espagnole en 1588. Il n'y a aucun vestige sur place du quai et de la cour Tudor.

### Le dix-septième siècle

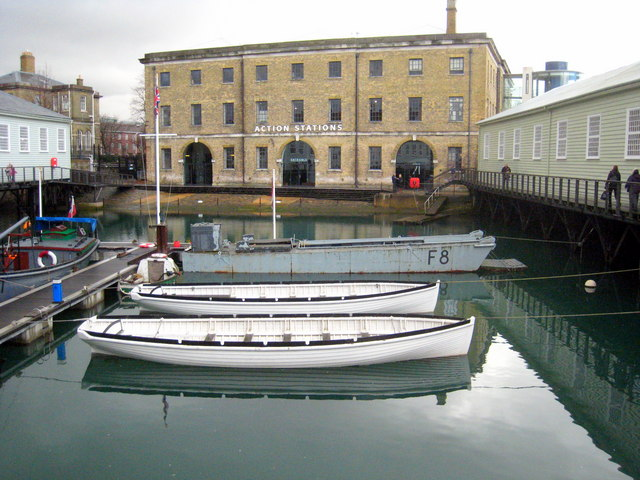
L'étang Mast (plus tard utilisé comme étang pour bateaux) date de 1665; le bois pour les mâts et les espars était stocké dans des étangs pour éviter le dessèchement et le fendage.

La construction navale à Portsmouth a recommencé sous le Commonwealth anglais, le premier navire étant la frégate éponyme de quatrième rang Portsmouth lancée en 1650. (Portsmouth avait été une ville parlementaire pendant la guerre civile). Un commissaire résident fut nommé pour la première fois en 1649 (quinze ans plus tard, le commissaire reçut une maison et de vastes jardins au centre de la cour). Une nouvelle double cale sèche (c'est-à-dire le double de la longueur standard pour accueillir deux navires à la fois) a été construite par le gouvernement du Commonwealth en 1656, sur ce qui était alors la pointe de terre à l'angle nord-ouest de la cour. Il était rejoint par une seule cale sèche, juste au sud; le seul bordereau de construction navale du chantier (achevé en 1651) se trouvait entre les deux quais. Celles-ci auraient toutes été construites en bois plutôt qu'en pierre.
En 1660, le chantier naval avait, en plus de ces installations à grande échelle pour la construction et les réparations navales, une nouvelle corderie (1 095 pieds de longueur) et une variété de petits entrepôts, ateliers et habitations disposés autour du site, qui était maintenant entouré d'une palissade en bois. Après la restauration, les investissements se poursuivent sur le site avec la construction d'un nouvel étang à mât et d'un pavillon dans les années 1660.

#### Travaux d'ingénierie pionniers de Dummer

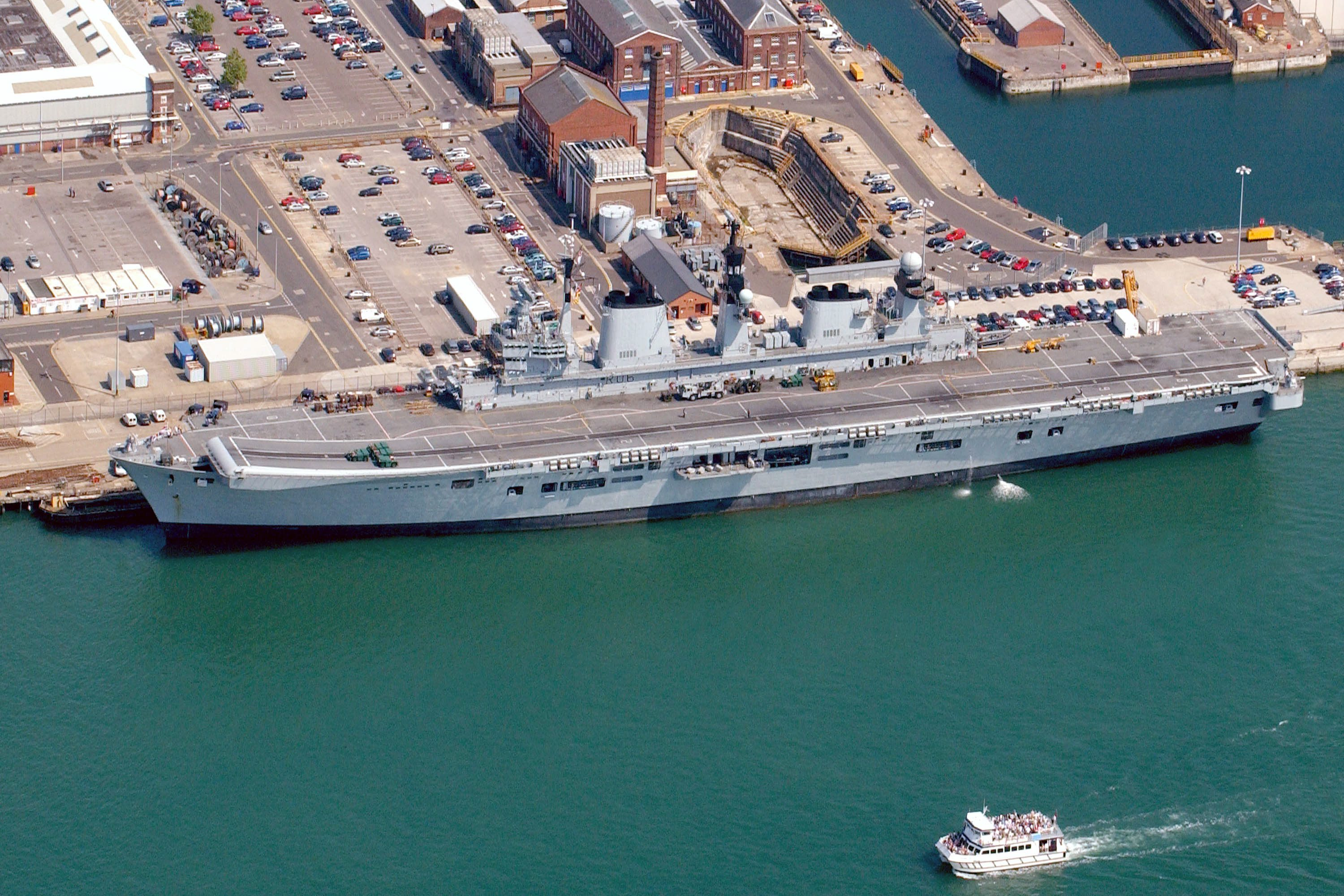
En haut au centre: cale sèche no 6 vide (1700); les moulins à blocs au-delà sont construits au-dessus de la cale humide supérieure. En haut à droite: Bassin no 1 (1698) et entrées des cales sèches no 5 (1698) et no 4 (1772). Les deux parkings adjacents à l'île du HMS Illustrious sont les anciens quais 7 et 10, remplis dans le cadre des rénovations de QEC Carrier Jetty des années 2010.

Alors que la France commençait à constituer une menace militaire plus importante pour l'Angleterre, l'importance stratégique de Portsmouth augmenta. En 1689, le Parlement ordonna la construction d'une nouvelle cale sèche, suffisamment grande pour accueillir les derniers navires de premier et de second rang de la ligne (qui étaient trop gros pour les quais existants). Les travaux ont commencé en 1691; comme pour toutes les extensions ultérieures du chantier naval, les nouveaux ouvrages ont été construits sur des terrains récupérés (sur ce qui avait été des vasières, au nord de l'ancien double quai) et le génie civil impliqué était d'une ampleur sans précédent.
Le travail a été confié à Edmund Dummer, ingénieur naval et arpenteur au Navy Board. Sa nouvelle cale sèche (le "Great Stone Dock" comme on l'appelait) a été construite selon un nouveau design pionnier, en utilisant de la brique et de la pierre plutôt que du bois et avec un nombre accru d'autels ou de marches (les côtés en escalier permettaient aux bois plus courts d'être utilisé pour l'étayage et a permis aux constructeurs navals d'atteindre beaucoup plus facilement le dessous des navires nécessitant des réparations). Reconstruit en profondeur en 1769, le Great Stone Dock est maintenant connu sous le nom de quai no 5.
Parallèlement au nouveau quai, Dummer a proposé la construction de deux quais humides (bassins sans marée) : le premier quai humide («inférieur») était entré directement à partir du port et permettait d'accéder au Great Stone Dock; depuis beaucoup agrandi, il reste en place (maintenant connu sous le nom de «bassin no 1»). Le deuxième ("Upper") Wet Dock a été entré par un canal. Pour vider la cale sèche, Dummer a conçu un système unique qui utilisait l'eau de la cale humide supérieure pour entraîner une roue hydraulique à marée descendante, qui à son tour actionnait un ensemble de pompes. (À marée haute, un ensemble auxiliaire de pompes a été utilisé, alimenté par un moulin à cheval).
En 1699, Dummer a adapté le canal menant à la cale humide supérieure, lui permettant d'être fermé à chaque extrémité par un ensemble de portes, formant ainsi une deuxième cale sèche (appelée "North Stone Dock" après avoir été reconstruite avec des autels en pierre en 1737, et connu aujourd'hui sous le nom de quai no 6). Séparée du port, la cale humide supérieure est devenue un réservoir dans lequel l'eau de diverses cales sèches voisines pouvait être drainée; il a été voûté et couvert à la fin du XVIIIe siècle, mais existe encore aujourd'hui sous terre. En 1700, une cale de construction navale avait été construite au large de la cale humide (inférieure), parallèlement à la cale sèche (à peu près là où se trouve aujourd'hui la cale sèche no 4).

### XVIIIesiècle
Entre 1704 et 1712, un mur de briques a été construit autour du chantier naval, suivant la ligne des fortifications de la ville du XVIIe siècle; avec une porte et un pavillon contemporains (bien que modifiés), une grande partie du mur est toujours debout, servant son objectif initial. Une terrasse de maisons pour les officiers supérieurs de la cour a été construite à peu près à cette époque (Long Row, 1715-1719); plus tard dans le siècle, il a été rejoint par une autre terrasse (Short Row, 1787). En 1733, une Royal Naval Academy pour les élèves-officiers a été créée dans le chantier naval, le premier centre de formation à terre de la Marine et un précurseur du Britannia Royal Naval College à Dartmouth.

#### La "grande reconstruction"
La seconde moitié du XVIIIe siècle est une période clé dans le développement de Portsmouth (et même des autres Royal Dockyards). Un programme important d'expansion et de modernisation planifié a été entrepris à partir de 1761, motivé (comme le seraient les périodes d'expansion futures) par des augmentations à la fois de la taille des navires individuels et de la taille globale de la flotte. Dans les années 1760, le Lower Wet Dock (alors connu sous le nom de Great Basin) a été approfondi, le Great Stone Dock a été reconstruit et une nouvelle cale sèche (connue aujourd'hui sous le nom de dock no 4) a été construite à ses côtés sur une période de cinq ans à partir de 1767. De 1771 à 1776, l'ancienne cale humide supérieure a été reconfigurée pour servir de réservoir dans lequel l'eau des cales sèches pouvait être drainée au moyen de ponceaux (permettant aux navires d'être mis en cale sèche beaucoup plus rapidement). À partir de 1789, des travaux ont été entrepris pour remplacer l'ancien quai sud en bois par une cale sèche en pierre moderne (connue aujourd'hui sous le nom de quai no 1, elle accueille actuellement le navire musée HMS M33).
Au nord du réservoir, un chenal a été creusé menant à un nouveau bassin pour bateaux, au-delà duquel plusieurs glissières de construction navale ont été construites sur des terres récupérées à ce qui est devenu le coin nord du chantier naval. Le reste des terres récupérées a été consacré à un espace de stockage pour le bois avec des fosses de scie et des hangars d'assaisonnement à côté, comme le montre le modèle de chantier naval de 1774. Le terrain dégagé entre le Bassin et la terrasse des officiers servait également à stocker le bois.
Plusieurs des bâtiments historiques les plus remarquables du chantier naval de Portsmouth datent de cette période, plusieurs structures en bois plus anciennes étant remplacées en brique à plus grande échelle. Les trois grands entrepôts (no 9, 10 et 11),, ont été construits entre 1764 et 1785 sur un quai, le long d'un canal profond (ou carrossage) qui permettait aux navires de transport et marchands de s'amarrer et de charger ou décharger les marchandises; le carrossage a été reconstruit en pierre de Portland entre 1773 et 1785. De l'autre côté de la cambrure, sur un terrain nouvellement récupéré, deux autres entrepôts en briques de taille plus importante ont été construits pour servir de grenier à voile et de magasin de gréement; la terre récupérée a ensuite été nommée Watering Island après qu'un approvisionnement en eau douce a été fourni pour les navires amarrés le long.
Le Double Ropery, faisant plus de 1 000 ft de longueur date de la même période; il s'agit cependant du sixième cordage (depuis 1665) à s'être dressé sur le site. Ses deux prédécesseurs immédiats ont été détruits par un incendie (en 1760 et 1770) et le bâtiment actuel a lui-même été détruit par un incendie en 1776 à la suite d'un incendie criminel. On parle de cordage «double» car les étapes de filage et de pose se déroulent dans le même bâtiment (à des étages différents) plutôt que sur deux sites distincts. D'autres bâtiments associés à la corderie (y compris des maisons de chanvre, une maison d' éclosion, une maison de goudronnage et des entrepôts) ont été disposés le long et parallèlement à la corde; ils datent en grande partie de la même période.
Plus tard, en 1784, une nouvelle grande maison a été construite pour le commissaire du chantier naval. Fait inhabituel pour l'époque, il a été conçu par un architecte civil (Samuel Wyatt, avec Thomas Telford comme commis aux travaux); la plupart des autres bâtiments du chantier naval ont été conçus en interne. La chapelle du chantier naval, construite quatre-vingts ans plus tôt, a été démolie pour faire place à la nouvelle maison du commissaire et une nouvelle chapelle a été construite à proximité. Après la démolition de l'ancienne maison du commissaire, quatre bâtiments quadrangulaires identiques ont été construits, encadrant le sol en bois à l'est du bassin; en plus de fournir un espace de stockage, ils ont accueilli des ateliers pour une variété de métiers, y compris les menuisiers, les charbonniers, les sculpteurs sur bois, les cabestans et divers autres artisans. Dans le même temps, un ensemble de bureaux pour les officiers supérieurs de la cour a été construit avec vue sur les quais et le bassin; il continue de fournir des bureaux à ce jour.

#### Samuel Bentham et la révolution industrielle

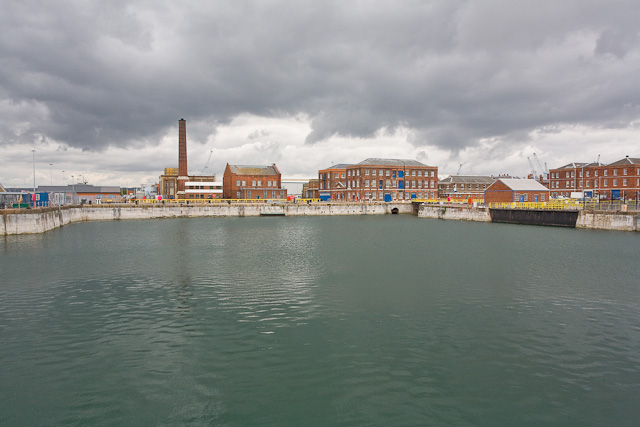
Vue sur le bassin no 1 vers les moulins à blocs de Brunel (au centre-droit, niché entre les scieries de Bentham et la station de pompage). Une nouvelle station de pompage (centre-gauche, avec chaufferie et cheminée à côté) a été construite en 1909.

En 1796, Samuel Bentham fut nommé inspecteur général des travaux navals par l'Amirauté avec pour mission de moderniser les chantiers navals royaux. En tant que tel, il a pris la responsabilité de superviser la reconstruction continue à Portsmouth et a lancé d'autres travaux d'ingénierie clés. Inventeur prolifique et ingénieur de précision, les initiatives de Bentham à Portsmouth allaient de l'institution de nouveaux principes de gestion dans les départements de fabrication au développement de la première drague à godets à vapeur réussie, qui a commencé à travailler dans le port en 1802. Ses autres projets comprenaient les suivants :
Le plan de reconstruction de 1761 prévoyait la rénovation de l'ancien double quai en bois, mais Bentham proposa à la place d'agrandir le bassin (en construisant au-dessus du double quai dans le processus) et d'ajouter une autre paire de quais simples construits entièrement en pierre (contrairement aux "quais en pierre" précédents. qui avait eu des planchers en bois). La proposition a été acceptée; les nouveaux quais (maintenant connus sous le nom de quais no 2 et 3) ont été achevés en 1802-3 et sont toujours en place aujourd'hui (accueillant respectivement le HMS Victory et le Mary Rose). Lors de la construction d'une nouvelle entrée dans le bassin, Bentham a introduit l'innovation d'un arc de maçonnerie inversé pour attacher les murs de chaque côté. Il a continué en utilisant le même principe pour construire les nouvelles cales sèches attachées au bassin; il est rapidement devenu la norme pour la construction de quais dans le monde entier. En construisant les quais et le bassin, il a fait un usage pionnier du ciment imperméable de Smeaton. Il a également conçu un "caisson de navire" pour fermer l'entrée du bassin (une autre innovation qui est rapidement devenue une conception standard).
Pour faire face au nombre croissant de quais, Bentham proposa en 1797 de remplacer l'une des pompes à chevaux au-dessus du réservoir par une machine à vapeur. Son plan était que le moteur devrait être utilisé non seulement pour vider le réservoir (la nuit), mais aussi pour conduire une scierie et des machines à bois (pendant la journée); il a également envisagé de le relier à un puits d'eau douce, pour permettre le pompage de l'eau à travers un réseau de canalisations vers différentes parties du chantier naval. Un moteur de table, conçu par le chimiste de Bentham, James Sadler, a été installé en 1799; il représentait la première utilisation de la vapeur dans un chantier naval royal. En 1800, un deuxième moteur à vapeur (un moteur à faisceau Boulton & Watt) était installé à côté du premier. Pendant ce temps, Bentham a conçu et construit une série de chambres voûtées souterraines sur le réservoir, sur lesquelles il a érigé une paire d'ateliers parallèles de trois étages pour contenir des scies alternatives et circulaires, des machines de planification et des machines à mortaiser, construites selon ses propres conceptions, à conduire par les deux moteurs (qui étaient logés avec leurs chaudières dans l'atelier sud). Les réservoirs installés à l'étage supérieur ont fourni une tête d'eau pour le réseau de canalisations susmentionné à l'échelle du chantier naval de Bentham, fournissant à la fois de l'eau salée pour la lutte contre les incendies et de l'eau douce pour diverses utilisations (y compris, pour la première fois, l'approvisionnement en eau potable des navires sur les quais) provenant d'un puis de 274 ft récemment coulé.
Entre les deux bâtiments de Wood Mills, un atelier d'un étage a été construit en 1802 pour accueillir ce qui allait bientôt être reconnu comme la première usine à vapeur au monde pour la production de masse: Portsmouth Block Mills. Marc Brunel, père d'Isambard Kingdom Brunel, a conçu les machines, qui fabriquaient des poulies de navires à travers un total de quinze étapes de production distinctes. Après avoir été présenté avec les dessins de Brunel, qui seraient construits par Henry Maudslay, Bentham les a incorporés dans son complexe de menuiserie et les a reliés aux moteurs au moyen d'arbres de ligne.
Parallèlement à la construction de ses moulins à bois, Bentham, avec son adjoint Simon Goodrich, construisait un complexe de moulins à métaux un peu au nord-est. A côté d'une forge se trouvaient un four et une raffinerie de fusion de cuivre et une machine à vapeur qui entraînait un laminoir et des marteaux basculants. Ces installations étaient destinées au recyclage du revêtement en cuivre des coques de navires; des installations supplémentaires pour le travail du fer furent bientôt ajoutées et un magasin de constructeur de moulin fut installée à proximité. Le département des moulins à bois, des moulins à blocs, des usines de métaux et des constructeurs de moulin a été placé sous la supervision de Goodrich comme mécanicien de la Royal Navy.

### XIXesiècle

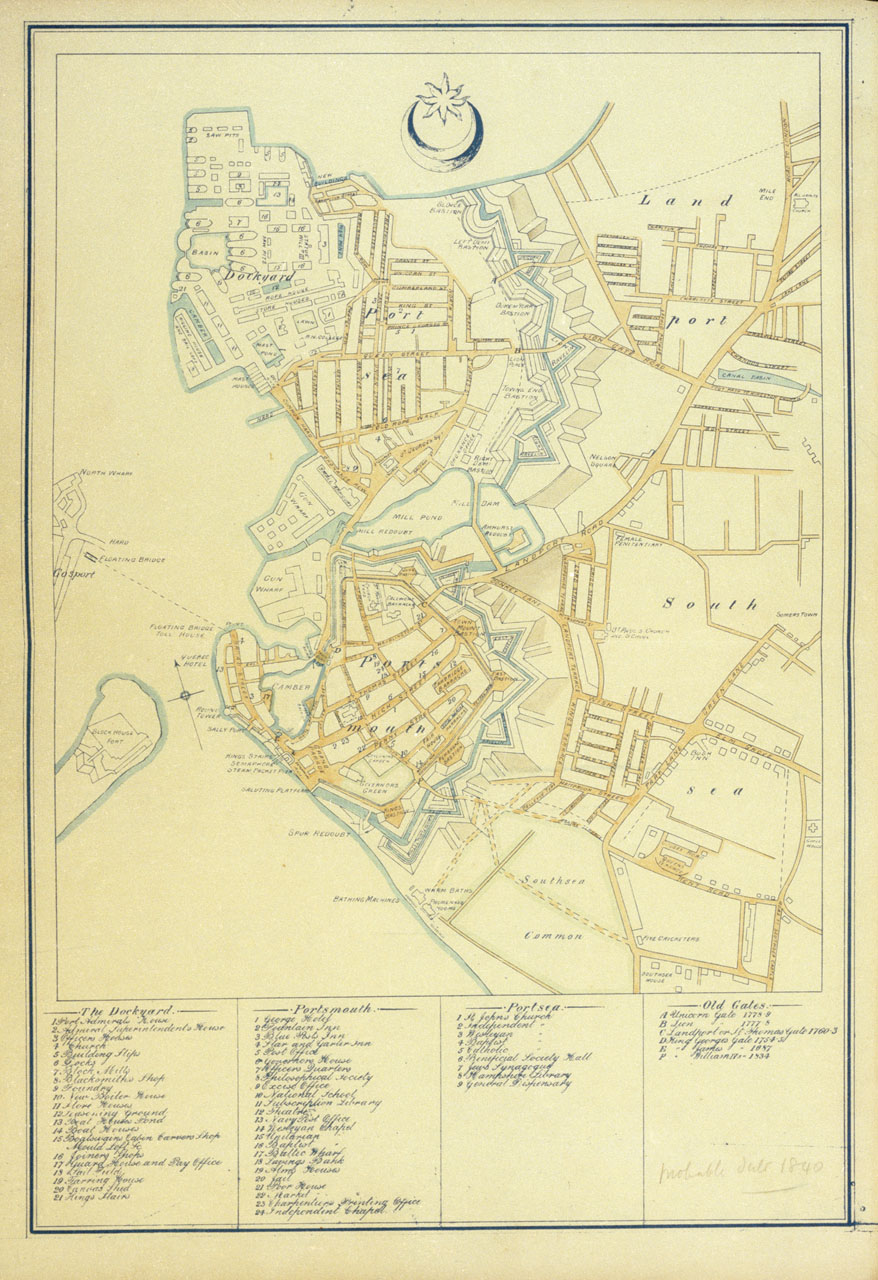
Carte de Portsmouth montrant le chantier naval (en haut à gauche) vers 1840, avant la construction de la nouvelle usine à vapeur et du bassin.

En 1800, la Royal Navy comptait 684 navires et le chantier naval était le plus grand complexe industriel du monde. En 1805, Horatio Nelson visita les moulins à blocs nouvellement ouverts avant de s'embarquer de Portsmouth à bord du HMS Victory, quittant la Grande-Bretagne pour la dernière fois avant sa mort à la bataille de Trafalgar. À partir de 1814, des couvertures en bois ont été construites sur les glissières et certains des quais sur des dessins de Robert Seppings.
À partir de 1815, le système d'apprentissage des chantiers navals a été complété par la création d'une école d'architecture navale à Portsmouth (pour la formation de futurs maîtres armateurs), initialement logée dans le bâtiment qui fait face à l'Admiralty House sur South Terrace. Prenant des étudiants dès l'âge de 14 ans, c'était le précurseur de Portsmouth Dockyard School (plus tard Technical College) qui a continué à fournir une formation spécialisée jusqu'en 1970.

#### Agrandissement du chantier naval victorien et édouardien

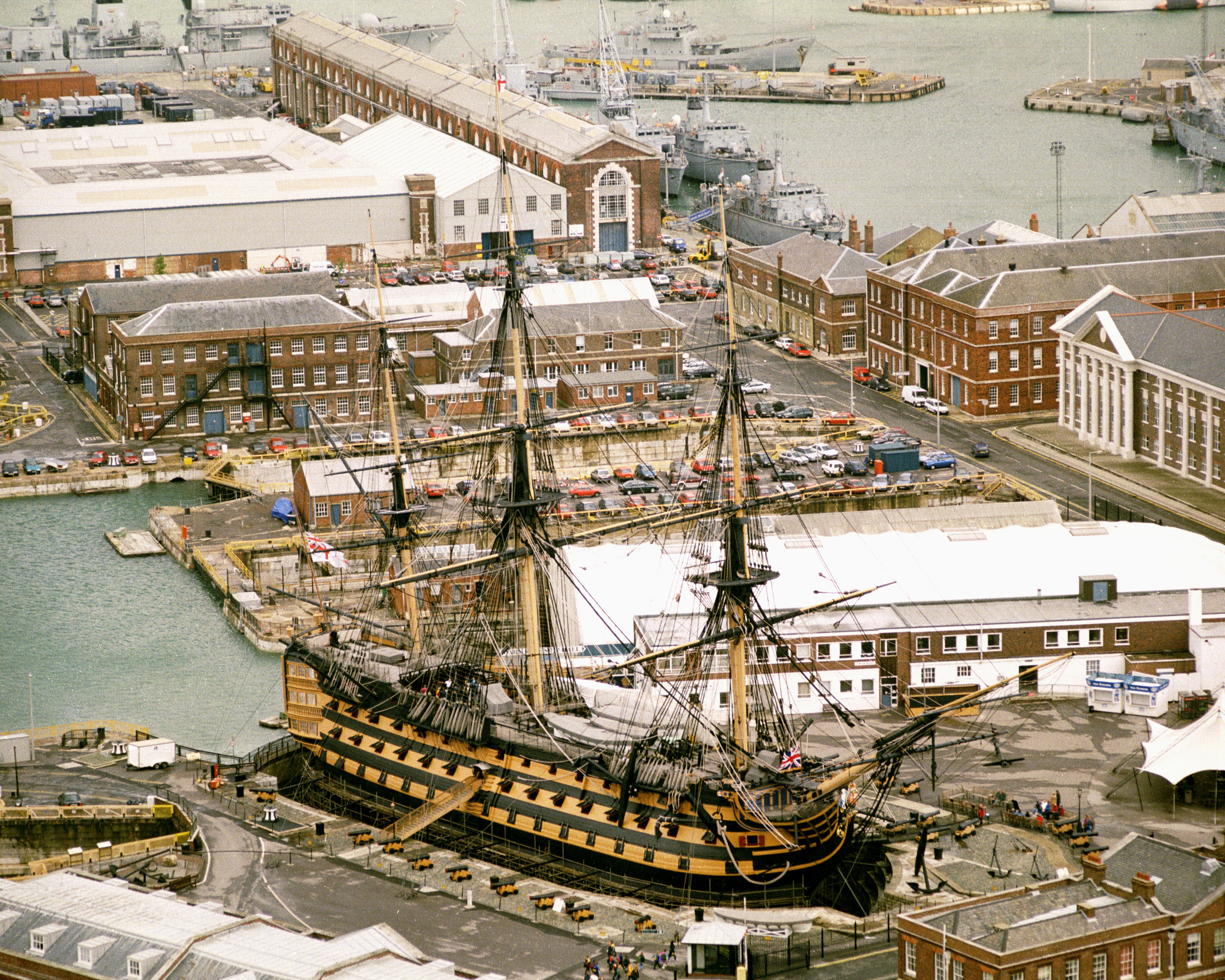
Vue du nord depuis la partie la plus ancienne du chantier naval vers l'ancienne forge, le magasin en construction, l'usine de vapeur et Basin no 2 (de gauche à droite, en haut de l'image).

L'adoption de la propulsion à vapeur pour les navires de guerre a conduit à des changements à grande échelle dans les chantiers navals royaux, qui avaient été construits à l'ère de la voile. La première «usine à vapeur» de la marine a été construite à Woolwich en 1839; mais il est vite devenu clair que le site était bien trop petit pour faire face à ce changement révolutionnaire dans la construction et l'entretien des navires. Par conséquent, en 1843, des travaux ont commencé à Portsmouth sur la remise en état des terres au nord du chantier naval d'alors pour créer un nouveau bassin de 7 acres (connu aujourd'hui sous le nom de bassin no 2) avec une usine de taille à côté pour la fabrication de moteurs à vapeur marins. L'usine à vapeur, sur le bord ouest du bassin, abritait une série d'ateliers : pour la construction et la réparation de chaudières, pour le poinçonnage et le cisaillement et pour le tournage lourd; il y avait aussi un atelier de montage pour l'assemblage des moteurs finis. L'étage supérieur abritait des ateliers de patrons, des ateliers de montage et d'autres ateliers d'ingénierie légère. Les arbres de ligne étaient propulsés par un moteur à vapeur de 80ch logé à l'arrière. De nouvelles fonderies de laiton et de fer ont également été construites peu de temps après, sur le bord sud du bassin,, et en 1852, la grande forge à vapeur a été ouverte à côté de l'usine à vapeur (où les moulins à métaux de Bentham se tenaient autrefois), contenant une paire de marteaux à vapeur conçus par James Nasmyth. Trois nouvelles cales sèches ont été construites au cours des 20 années suivantes, ouvrant le nouveau bassin, et une autre a été construite sur des terres récupérées à l'ouest du bassin le long des glissades de construction navale, qui étaient maintenant au nombre de cinq (les glissières 3-5 étaient recouvertes de toits en métal interconnecté, censés avoir constitué la plus grande travée de fer en Grande-Bretagne lors de sa construction en 1845). Pendant ce temps, les installations de construction de coques en bois ont continué d'être mises à jour avec une grande scierie ayant été construite derrière les glissières en 1843.
Il est apparu, cependant, que les progrès de la technologie de la construction navale ont conduit à la reconstruction et à l'agrandissement de plusieurs des nouveaux équipements presque dès leur fin.

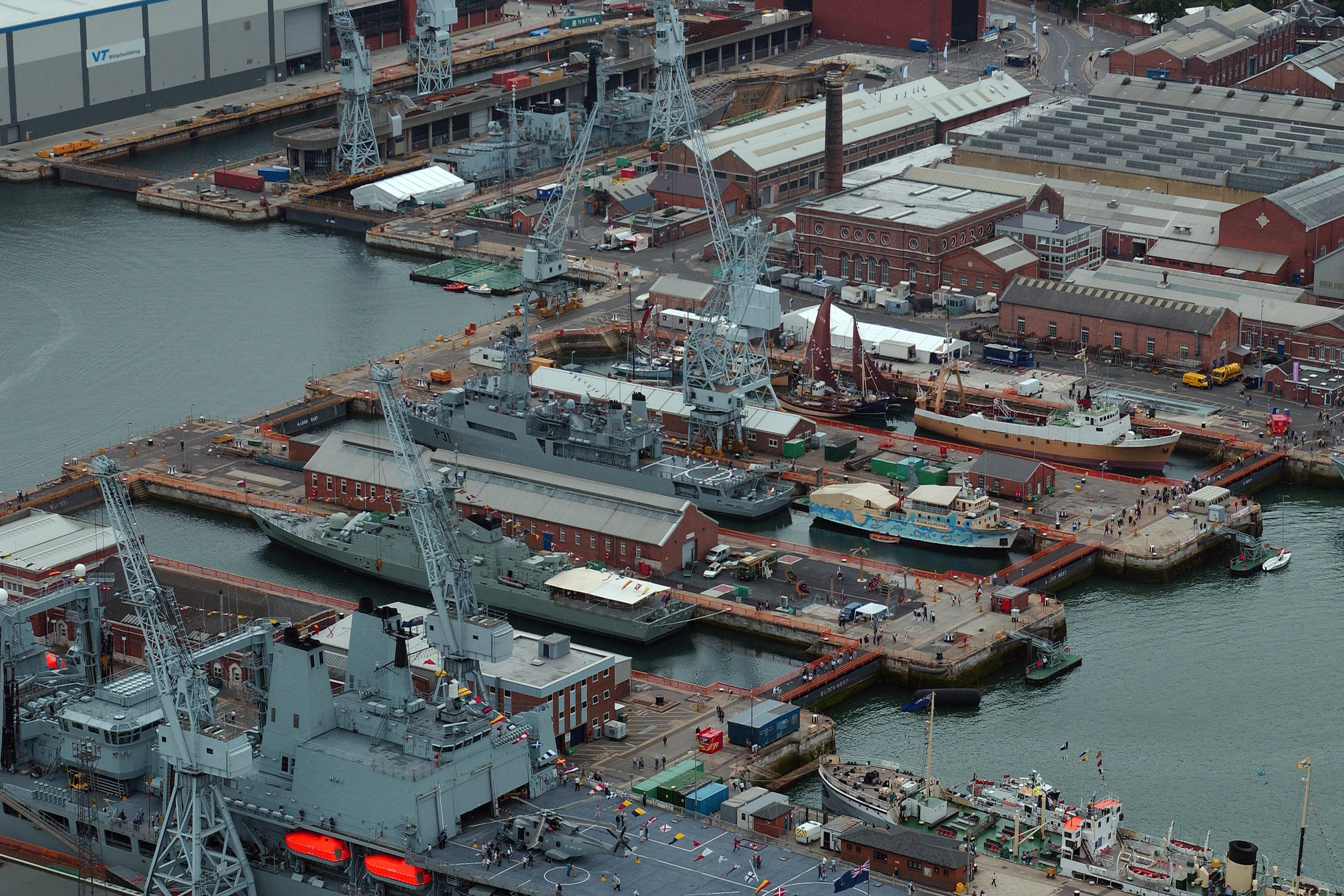
Quais et écluses à l'angle sud-ouest du bassin no 3; le bâtiment avec la cheminée est la station de pompage principale, au-delà de laquelle se trouve l'ancien atelier de montage des armes à feu.

Les changements technologiques ont affecté non seulement les moyens de propulsion des navires, mais aussi les matériaux à partir desquels ils ont été construits. En 1860, les navires de guerre en bois, vulnérables aux armements modernes, étaient devenus largement obsolètes. Le passage aux coques métalliques a non seulement nécessité de nouvelles techniques de construction, mais a également annoncé une augmentation spectaculaire et continue de la taille potentielle des nouveaux navires. Les chantiers navals ont dû se développer en nature. À Portsmouth, des plans ont été élaborés à la fin des années 1850 pour la remise en état des terres au nord et à l'est du nouveau bassin de vapeur, et à partir de 1867, des travaux ont été entrepris sur un complexe de trois nouveaux bassins interconnectés, chacun de 14 à 22 acres. Chaque bassin avait un objectif différent : les navires se rendaient du bassin de réparation, au bassin de gréage, au bassin d'aménagement, et en sortiraient dans un nouveau bassin de marée, prêts à prendre du carburant le long du quai de charbon. Trois cales sèches ont également été construites dans le cadre du plan, ainsi que des paires parallèles d'écluses importantes pour l'entrée dans le complexe du bassin; la station de pompage contemporaine qui se trouve à proximité servait non seulement à drainer ces quais et écluses, mais aussi à fournir de l'air comprimé aux grues, caissons et cabestans. Cette "grande extension" du chantier naval de Portsmouth a été en grande partie achevée en 1881.

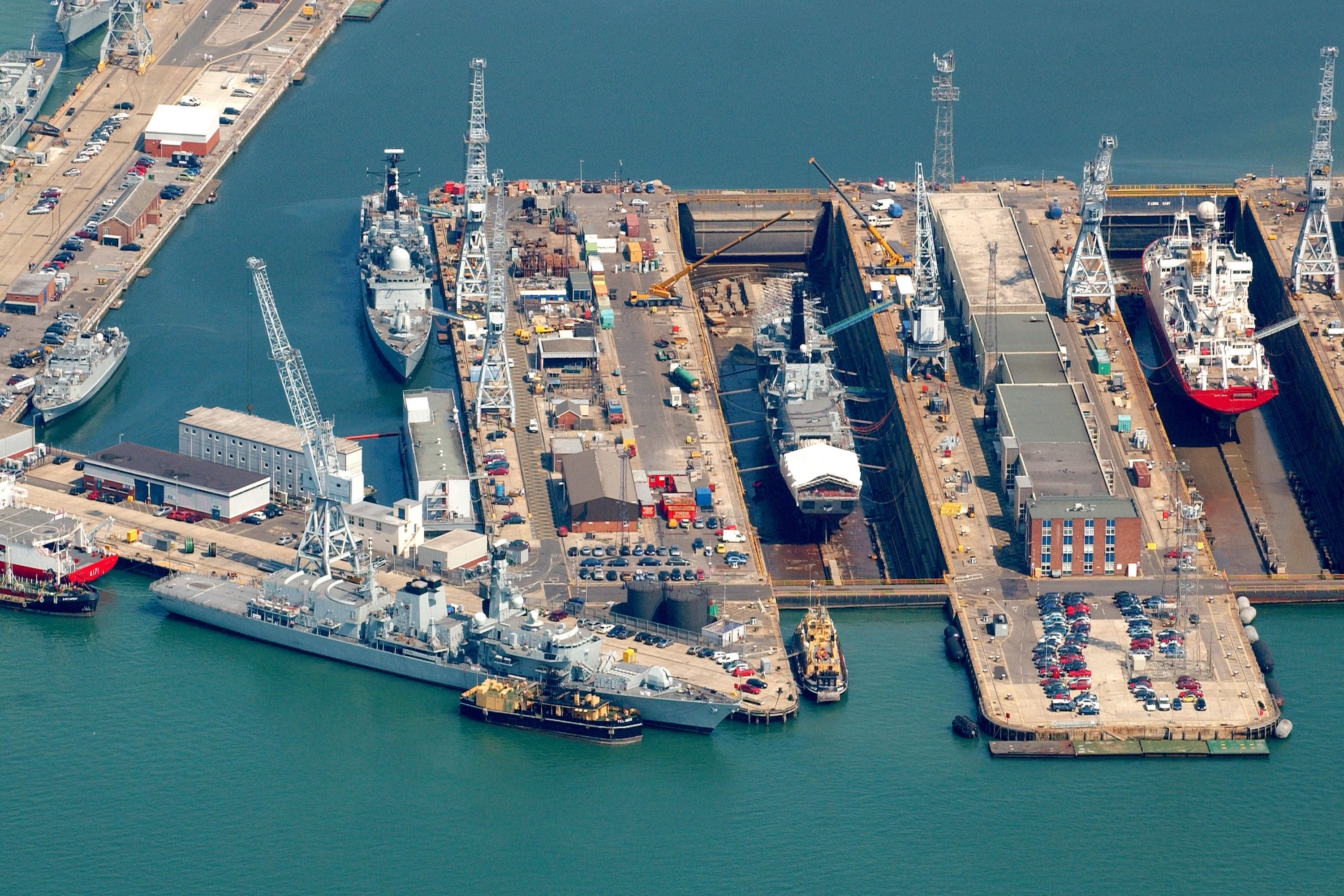
Coin nord-ouest du bassin no 3: la pochette (à gauche), l'écluse D (au centre) et l'écluse C (à droite).

Avant la fin du siècle, cependant, il était reconnu qu'il faudrait encore une expansion supplémentaire dans tous les chantiers navals royaux afin de suivre le rythme de l'augmentation probable de la taille des futurs navires de guerre. À Portsmouth, deux autres cales sèches, no 14 et 15, ont été construites le long du bassin de réparation en 1896; en dix ans, ceux-ci, ainsi que les quais adjacents 12 et 13, ont dû être prolongés, et au début de la Première Guerre mondiale, le quai no 14 dépassait 720 ft de longueur. Les plus gros navires de la marine étaient maintenant trop grands pour les bassins imbriqués, donc pour garantir l'accès aux nouvelles cales sèches, les murs intermédiaires entre les bassins ont été supprimés pour créer une seule grande masse d'eau non marémotrice (bassin no 3), avec une paire sur 850 des écluses d'entrée sont construites en même temps. Celles-ci (écluses C & D) étaient opérationnelles à partir de 1914, et elles, avec le bassin et les quais agrandis, sont restées en service, en grande partie inchangées, depuis lors.
Parallèlement aux nouveaux bassins, de nouveaux bâtiments ont été construits, à grande échelle, pour accueillir de nouveaux processus de fabrication et de construction. Celles-ci comprenaient un atelier de montage de canons (1881, produisant des tourelles de canon), un atelier de torpilles (1886) et la très grande nouvelle usine de 1905, à l'est du quai no 13, qui fut bientôt chargée d'équiper des Dreadnoughts. L'électrification est arrivée à la cour avec l'ouverture d'une centrale électrique de 9 800 kW en 1906.

#### Le chemin de fer du chantier naval

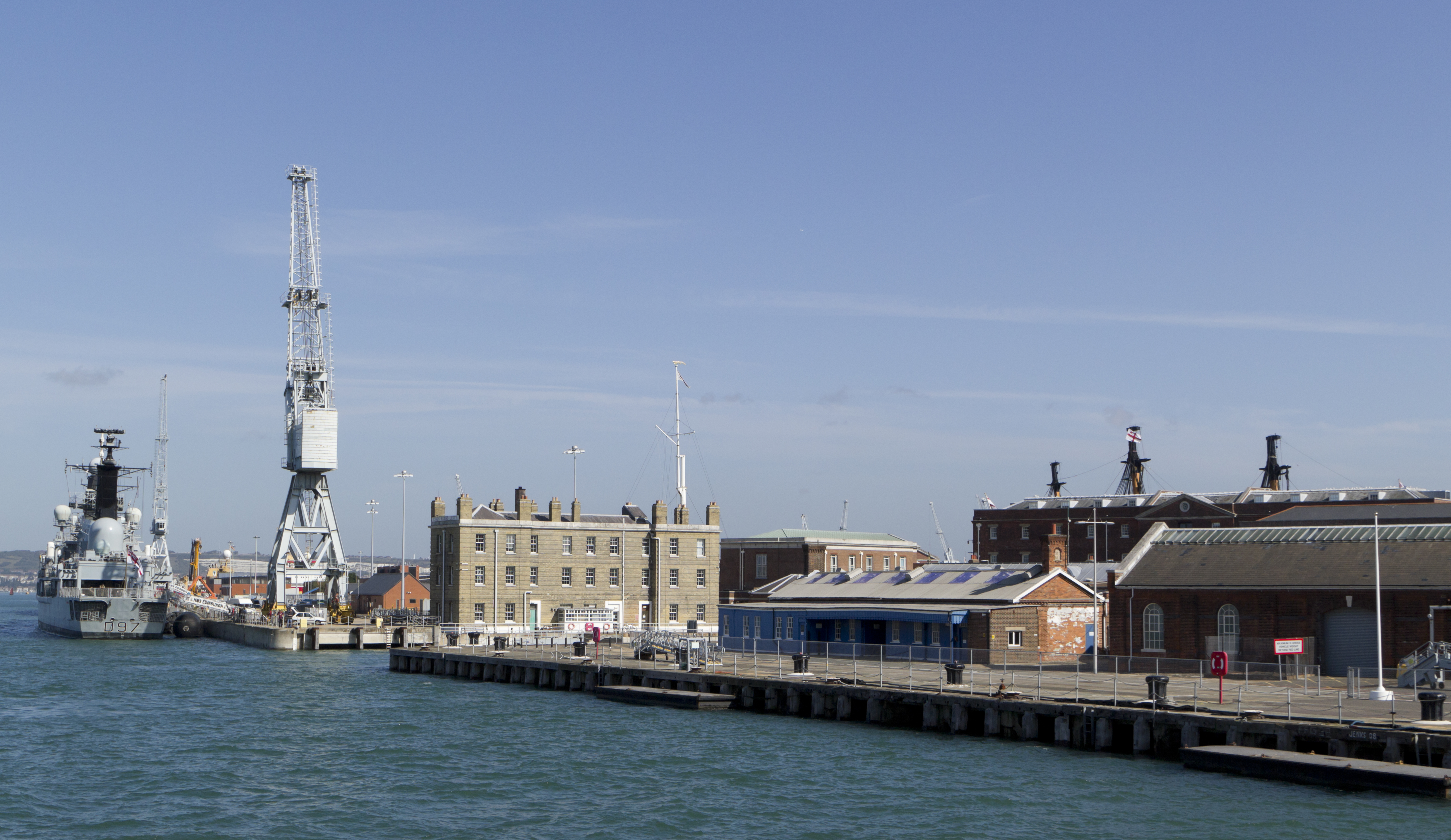
De gauche à droite: HMS Edinburgh, grue à quai, anciens bureaux de QHM et mât (1850), ancienne gare (1878), magasin no 1 (1905).

En 1843, la construction d'un système ferroviaire dans le chantier naval a commencé. En 1846, elle fut reliée à la gare de Portsmouth Town via ce qui devint connu sous le nom de Admiralty Line. En 1952, il y avait plus de 27 milles de voies dans le chantier naval. Son utilisation a diminué dans les années 1970: la liaison avec la ligne principale a été fermée en 1977 et les locomotives ont cessé de fonctionner dans le chantier l'année suivante.

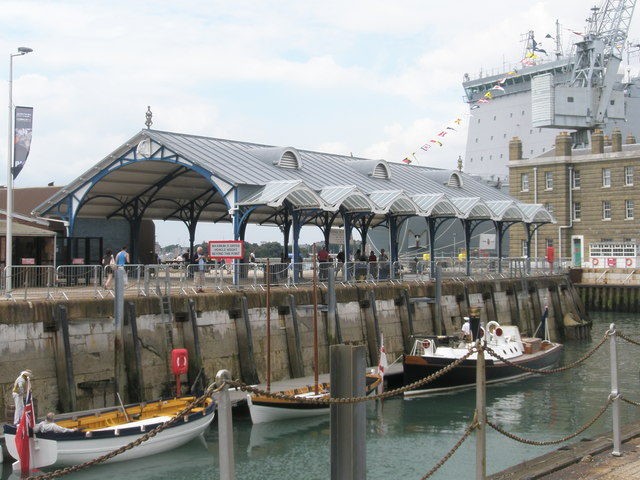
Abri ferroviaire déplacé (1888).

En 1876, une gare a été construite sur ce qui est devenu connu sous le nom de South Railway Jetty sur l'île Watering (à l'ouest de la tour Sémaphore). Il était desservi par une ligne secondaire distincte qui traversait le South Camber au moyen d'un pont tournant et se poursuivait sur un viaduc au-dessus de l'estran, rejoignant la ligne principale juste à l'est de la gare de Portsmouth Harbour. Une petite gare et un abri ornemental en fonte répondaient en particulier aux besoins de la reine Victoria et de sa famille, qui passaient souvent d'un yacht à un train à cet endroit; cette ligne est rapidement devenue la principale voie d'arrivée / départ du personnel. Le pont tournant et le viaduc ont été endommagés lors du blitz de guerre, puis démantelés en 1946. L'abri de la Royal Naval Railway a récemment été déplacé de l'autre côté de l'île et restauré.

### XXesiècle

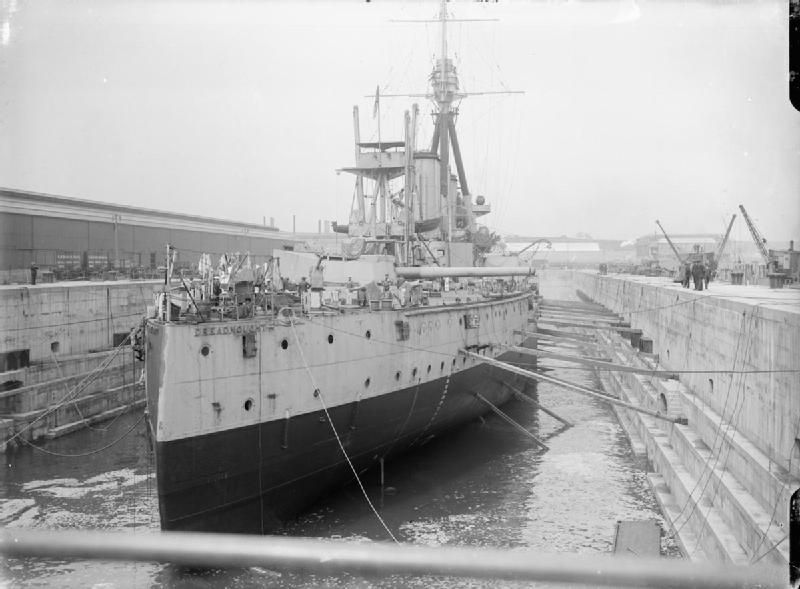
Le HMS Dreadnought, qui a fait date, de retour à Portsmouth pour un radoub en 1916.

En 1900, le croiseur de troisième classe HMS Pandora a été lancé, suivi des croiseurs blindés Kent en 1901 et Suffolk en 1903. Deux cuirassés de la classe pré-Dreadnought King Edward VII furent lancés en 1904: le Britannia et le Nouvelle-Zélande. Le premier cuirassé moderne, Dreadnought, a été construit en 1905–06, prenant un jour de plus d'un an. D'autres dreadnoughts suivirent - Bellerophon en 1907, St. Vincent en 1908, Orion en 1910, le roi George V en 1911, Iron Duke en 1912 et la Queen Elizabeth en 1913.
Le 8 avril 1913, Portsmouth Dockyard a ouvert le premier de deux nouveaux grands écluses de cale sèche de 850 ft de long relient directement le port de Portsmouth au bassin no 3, la première écluse nommée «C». Un an plus tard, l'écluse «D» a été ouvert en avril 1914.

#### Première Guerre mondiale
Le plus gros navire lancé à Portsmouth pendant la Première Guerre mondiale était le cuirassé de 27 500 tonnes Royal Sovereign en 1915. Les seuls autres lancements pendant la guerre ont été les sous-marins J1 et J2 en 1915, et K1, K2 et K5 en 1916. Cependant, quelque 1 200 navires ont subi un radoub à Portsmouth au cours de la guerre, et au cours de la même période, 1 658 navires ont été soit hissés sur les cales, soit placés en cale sèche pour des réparations.

#### L'entre-deux-guerres

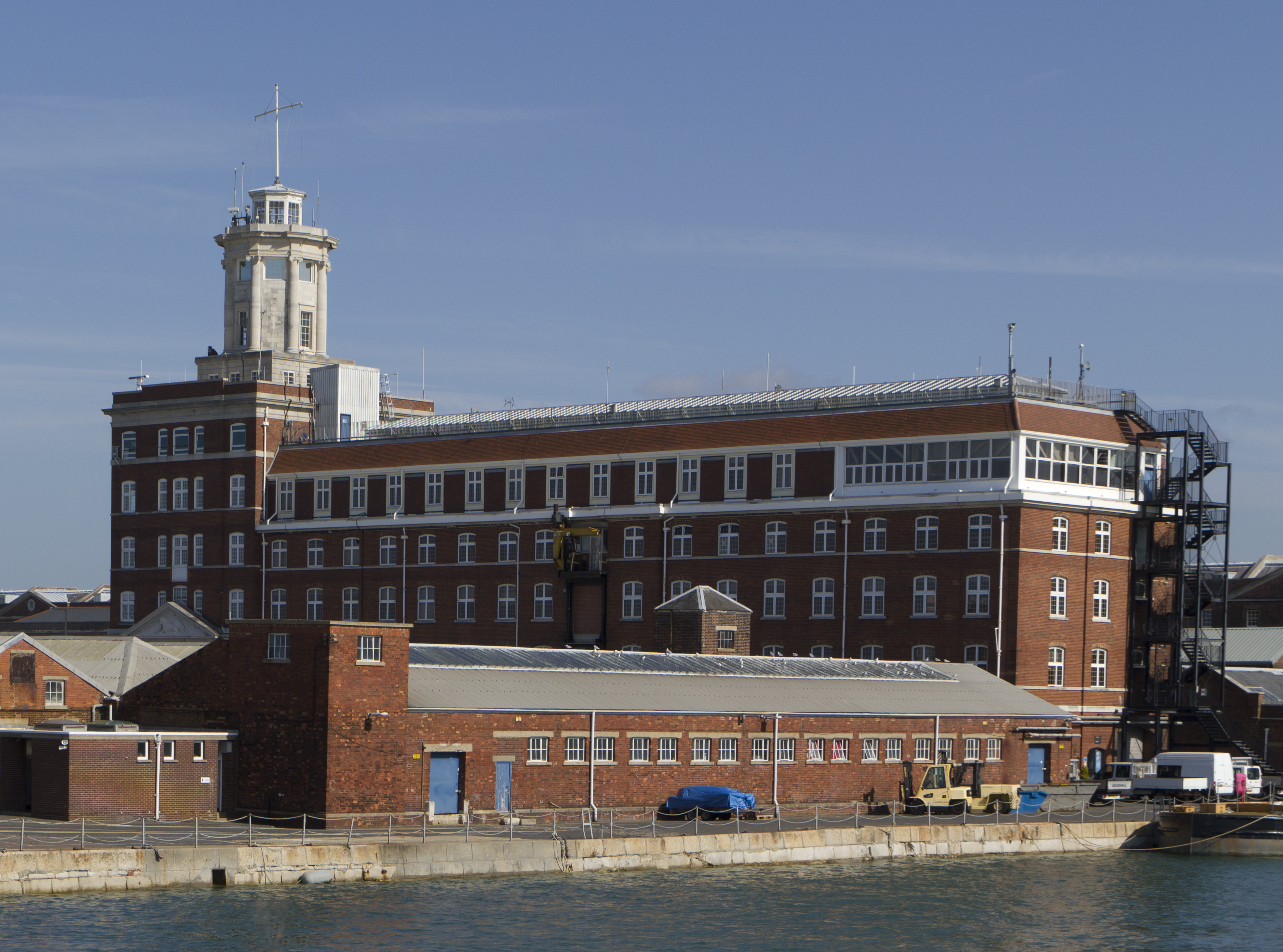
La tour Sémaphore reconstruite et le bâtiment de bureaux adjacent (1923–29). Le bâtiment de plain-pied en façade, datant de 1847, servait au stockage, à l'entretien et aux essais hydrauliques des chaînes et des câbles.

La période d'après-guerre fut inévitablement une période de contraction au chantier naval, et il y eut de nombreux licenciements. Conformément à la règle des dix ans du gouvernement, le chantier naval a travaillé pendant la décennie et demie suivante avec une présomption de paix durable plutôt que de conflit futur.
La majorité des navires de guerre lancés à Portsmouth après la fin de la guerre étaient des croiseurs : Effingham en 1921, Suffolk en 1926, London en 1927, Dorsetshire en 1929, Neptune en 1933 et Perth et Aurora en 1934. Il y avait aussi quatre destroyers - Comet et sa sœur Crusader en 1931, et les chefs de flottille Duncan en 1932 et Exmouth en 1934. Les seuls autres navires lancés entre les guerres étaient les appels d'offres miniers Nightingale en 1931 et Skylark en 1932.
Les nouvelles installations du chantier naval comprenaient une fonderie d'acier, construite en 1926. La "Tour Sémaphore" a été ouverte en 1930, un fac-similé de son homonyme (1810–24) qui avait été détruit dans un incendie en 1913. L'arc en dessous incorpore la porte du Lion, qui faisait autrefois partie des fortifications du XVIIIe siècle. La tour Sémaphore originale nichée entre une paire de bâtiments importants : le Rigging Store et le Sail Loft (tous deux de 1784) qui ont péri dans le même incendie; à la fin, un seul des deux a été reconstruit, comme un immeuble de bureaux de cinq étages.

#### Seconde Guerre mondiale
Les flottilles de destroyers (les navires capitaux ayant été évacués vers Scapa Flow), étaient indispensables à la défense de la Manche, notamment lors de l' opération Dynamo (l'évacuation de Dunkerque) et contre toute éventuelle invasion allemande. La base elle-même a joué un rôle majeur dans le réaménagement et la réparation. Les Allemands ont réalisé cette importance et la ville et la base en particulier ont été lourdement bombardées.
Portsmouth et la base navale elle-même ont été le siège et le principal point de départ pour les unités militaires et navales destinées à Sword Beach sur la côte normande comme une partie de l'opération Overlord et les D-Day débarquement le 6 juin 1944. Les troupes destinées à chacune des plages de débarquement partent de Portsmouth à bord de navires tels que les croiseurs marchands armés NCSM Prince Henry et NCSM Prince David, escortés par les destroyers canadiens NCSM Algonquin et Sioux. La majorité du soutien naval pour l'opération est parti de Portsmouth, y compris les ports Mulberry. Le hangar à bateaux 4 (construit autour du début des hostilités) a contribué à la construction de péniches de débarquement et de navires de soutien ainsi que d'embarcations plus spécialisées telles que les sous-marins nain.

#### Après la Seconde Guerre mondiale

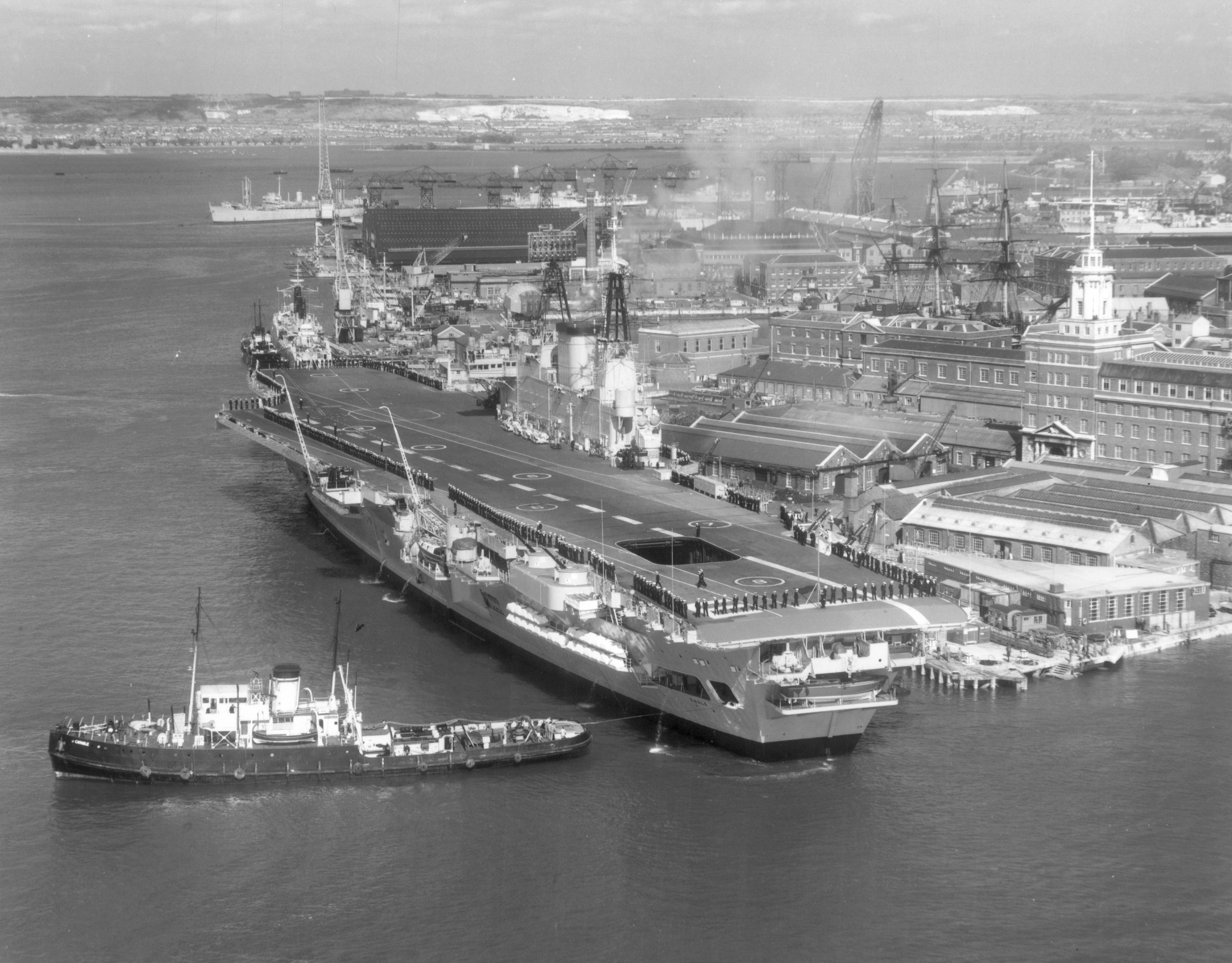
HM Dockyard, Portsmouth dans les années 1960. Premier plan : ; les grues couvertes et les grues marteau au-delà ont été démolies dans les années 1980.

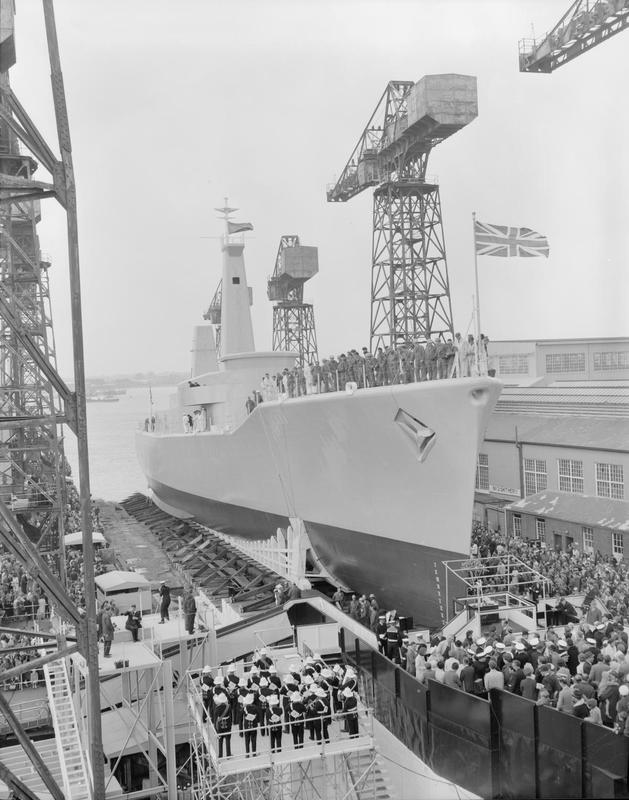
No 5 Slip en 1967 : le lancement du HMS Andromeda, dernier navire construit dans le chantier naval de Portsmouth.

Il y a eu beaucoup de reconstruction, démolition et consolidation des bâtiments endommagés par les bombes au lendemain de la Seconde Guerre mondiale.
En juin 1981, le gouvernement a annoncé que la construction navale cesserait à Portsmouth, que les effectifs passeraient d'un peu moins de 7000 à 1225 et que l'ancien Royal Dockyard deviendrait une organisation de maintenance et de réparation de la flotte (FMRO) avec un rôle mineur de soutien et de réparation (Devonport et Rosyth prendraient en charge d'importants travaux de rénovation et de modernisation des navires). Le délabrement du chantier naval a été mis en attente, cependant, au début du conflit des Malouines, toutes les mains disponibles étant mises à la tâche de préparer le groupe de travail sur les Malouines.

##### Force opérationnelle sur les Malouines
En 1982, l'Argentine a envahi les îles Falkland. En réponse, des forces opérationnelles composées de navires militaires et marchands britanniques ont été envoyées de la base navale de Portsmouth vers les îles de l'Atlantique Sud pour les récupérer pour le Royaume-Uni.
Les force opérationnelles étaient composé des navires suivants :
- Deux porte-avions
- Deux quais de débarquement
- Huit destroyers
- Quinze frégates
- Trois navires de patrouille
- Cinq sous-marins
- Trois navires d'étude
- Cinq dragueurs de mines
- Dix pétroliers de la flotte

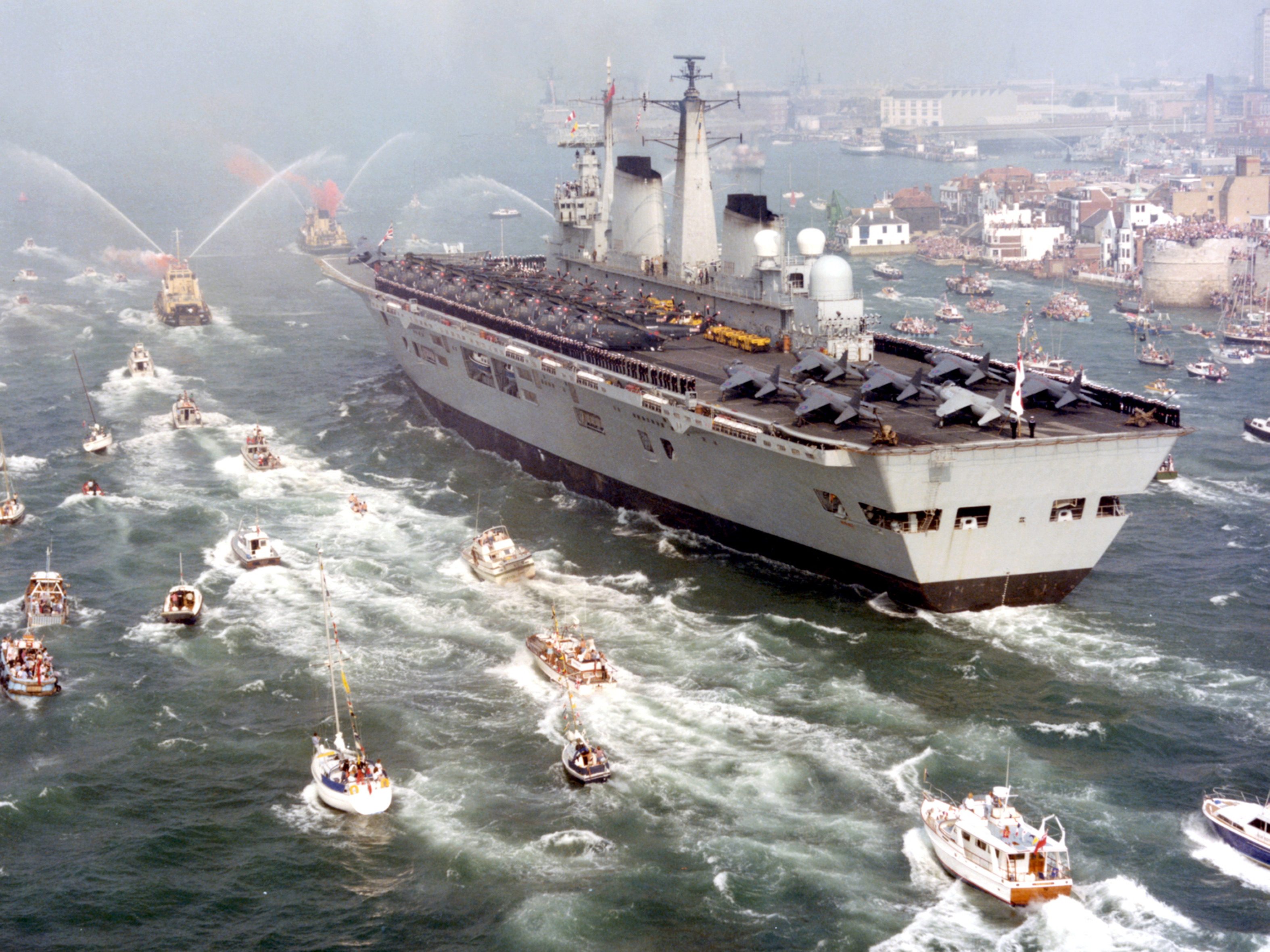
Le arrivant de retour à HMNB Portsmouth en provenance des Malouines.

- Six navires de débarquement logistique
- Cinq navires de ravitaillement
- Un navire de ravitaillement en hélicoptère
- Dix-huit navires marchands, y compris des navires de troupes / de croisière tels que le RMS Queen Elizabeth 2 et le SS Canberra

Après quelques pertes, la majorité de ces navires sont retournés à Portsmouth plus tard cette année-là.

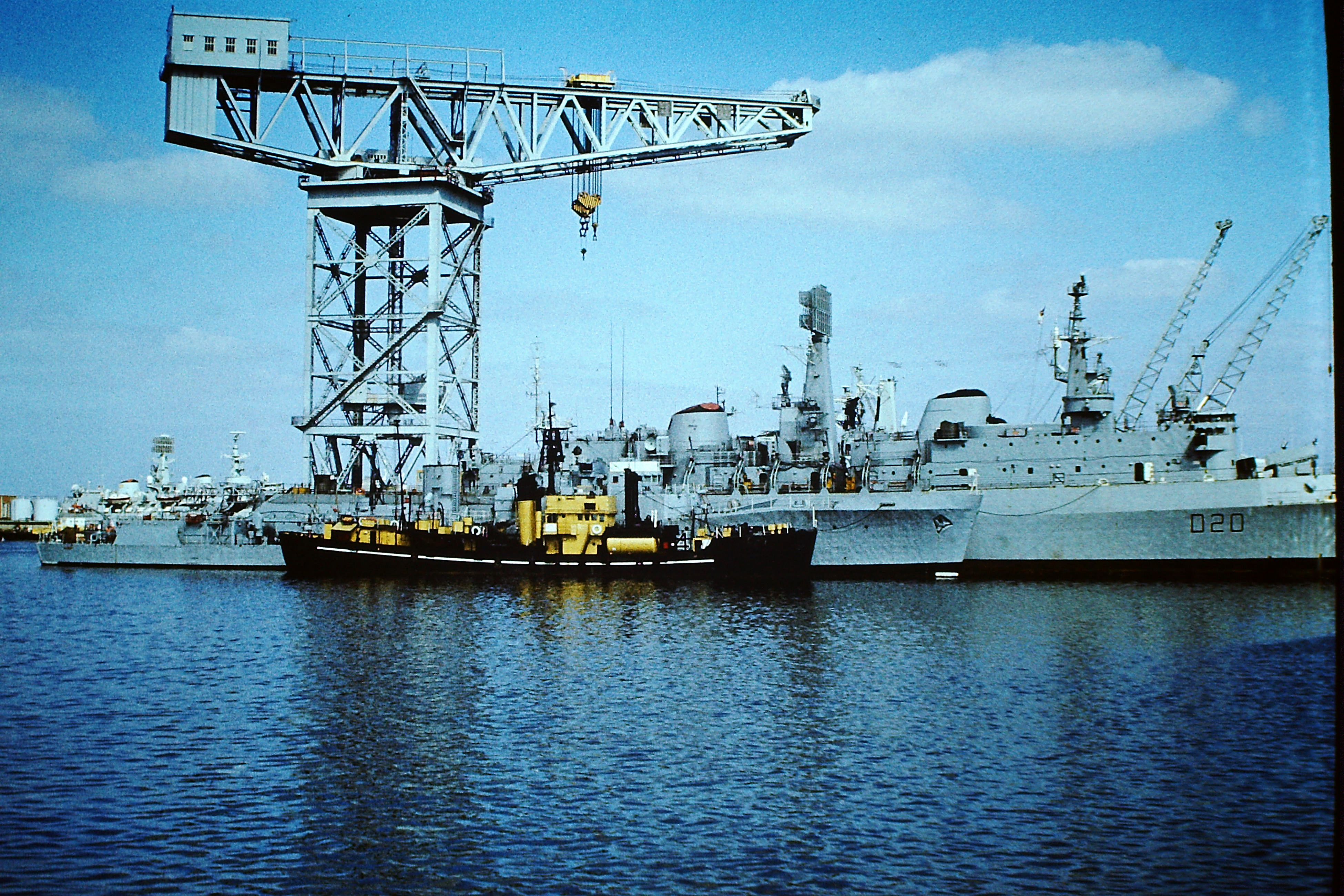
1980 : Divers embarcations aux côtés d'une grue à marteaux électrique Arrol de 250 tonnes de 1912 (démolie en 1984).

Par la suite, certaines des réductions proposées dans le Livre blanc sur la défense de 1981 ont été annulées. Le maintien d'une flotte plus importante a permis de conserver à Portsmouth un effectif plus important que prévu (environ 2 800); cependant, le délabrement de l'ancien chantier naval s'est poursuivi, les cales sèches 1 à 7 étant fermées, un peu moins de la moitié des grues à quai démolies et dix des dix-neuf grands ateliers du site mis hors service. La «pièce de résistance édouardienne» du chantier naval, la Grande Usine de 1905, a cessé sa fabrication en 1986 et a été convertie pour servir d'entrepôt.
Dans les parties les plus anciennes du chantier naval, plusieurs bâtiments, allant des entrepôts aux fonderies, ont été convertis en bureaux; cette tendance s'est poursuivie au cours des dernières années. De même, la grande forge à vapeaur (1852) attenante à l'usine à vapeur (alias atelier navire no 2) a subi une conversion en 1993 pour fournir des courts de squash, des bureaux, des réfectoires et une laverie en libre-service. La même année, Victory Building, un nouvel immeuble de bureaux néo-géorgien, a été ouvert sur un site de premier plan face au bassin historique no 1 (juste l'un des nombreux nouveaux immeubles de bureaux construits sur le chantier naval au cours de chaque décennie de la seconde moitié du siècle); il hébergeait le personnel du Second Sea Lord, transféré là-bas depuis Londres.
En 1998, le travail du FMRO a été sous-traité au secteur privé sous la forme de Fleet Support Limited.

### XXIesiècle

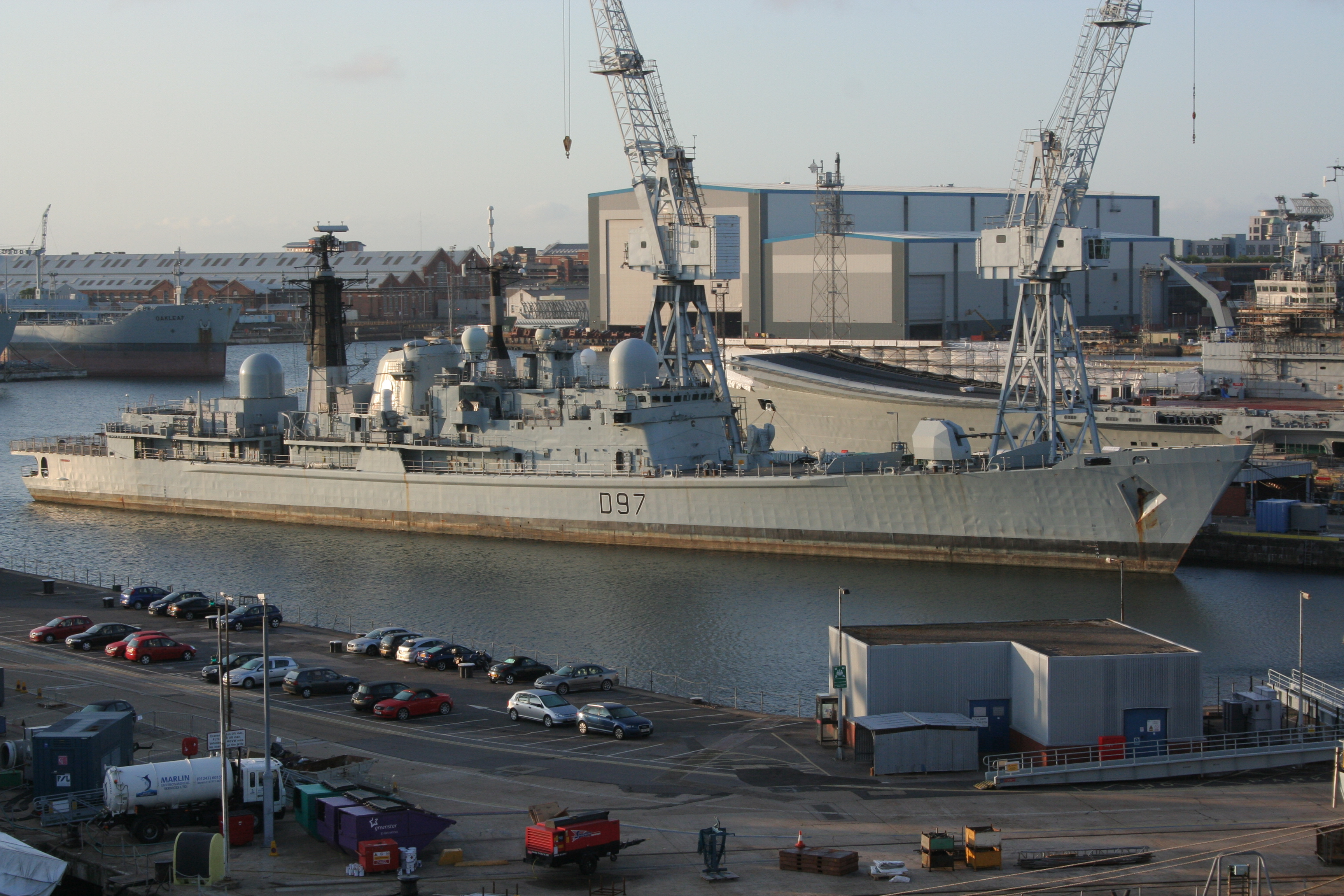
HMS Edinburgh dans le bassin no 3 en 2013; à l'arrière-plan, l'ancienne grande usine de 1905 (à gauche) contraste avec les salles de construction et d'assemblage de 2003 (à droite).

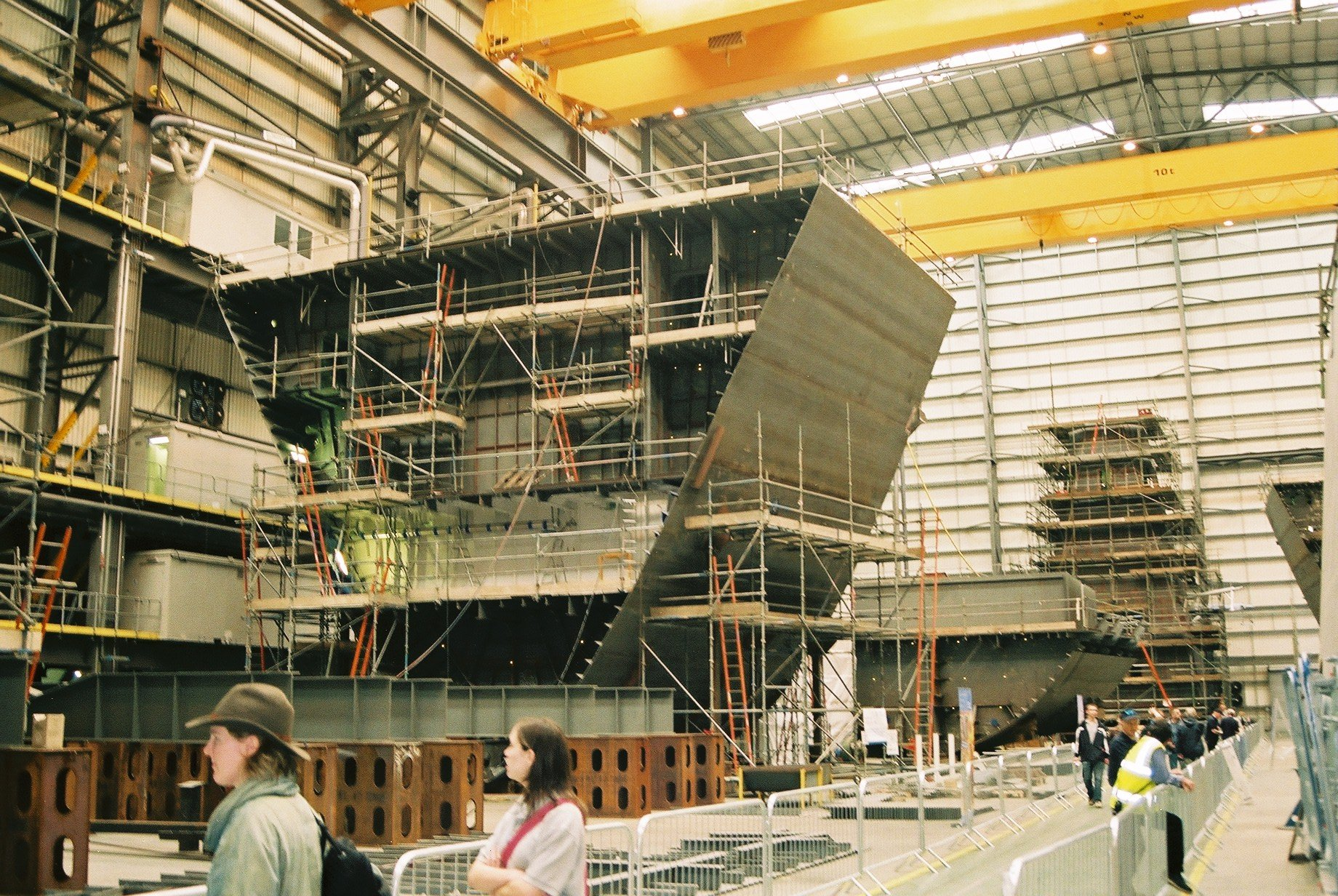
Parties du en construction dans les installations de VT Shipbuilding à Portsmouth.

La construction navale a repris sur le site en 2003 à la suite de la construction d'une installation par VT Group sur le site de la cale sèche no 13 (après avoir déménagé depuis l'ancien Thornycroft Yard à Woolston, Southampton). La construction modulaire de navires de guerre a eu lieu dans un complexe interconnecté de grands bâtiments : le hall de production de la charpente métallique, le hall de construction d'unité et le hall d'assemblage des navires. La construction de modules pour les destroyers de type 45 et les porte-avions de classe Queen Elizabeth a eu lieu ici, dernièrement sous BAE Systems Maritime - Naval Ships; mais en 2013, il a été annoncé que la construction navale à Portsmouth cesserait; courant 2016, l'ancien complexe de construction navale est utilisé pour réparer les chasseurs de mines et autres petits bateaux.
BAE Systems, après avoir repris Fleet Support Ltd, continue de gérer les installations de réparation et d'entretien des navires autour du bassin no 3 à Portsmouth.

#### Trafalgar 200
À l'été 2005, la base navale de Portsmouth et le Solent ont accueilli deux événements spéciaux organisés dans le cadre des commémorations de Trafalgar 200 reconnaissant le 200e anniversaire de la bataille de Trafalgar. Il s'agissait de la Revue internationale de la flotte et du Festival international de la mer.

## Administration civile et militaire du chantier naval

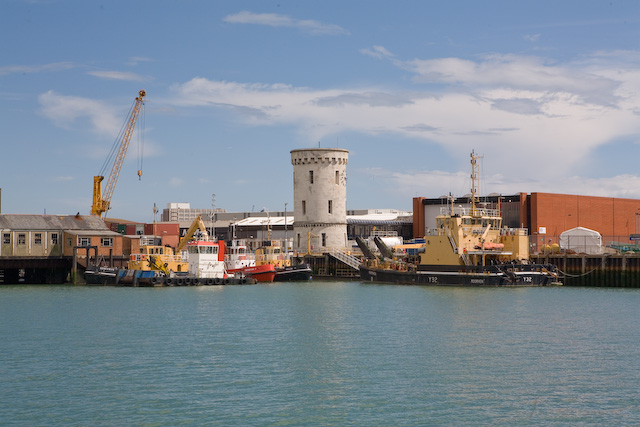
Autrefois partie d'une batterie de canons du XIXe siècle, la tour ronde forme maintenant une entrée pour le bureau, le magasin et l'atelier adjacent de 1979 par Ove Arup (à droite).

De 1546 à 1832, la responsabilité principale de l'administration des chantiers navals HM Royal Navy incombait au Navy Board, et aux commissaires résidents qui étaient des officiers de la marine par le biais d'employés civils du Navy Board, et non des officiers marins chargés de la gestion opérationnelle quotidienne du chantier naval et de la surveillance de son personnel, après l'abolition de ce conseil, ses fonctions ont été fusionnées au sein de l'Amirauté et un nouveau poste appelé amiral-surintendant a été créé. L'amiral-surintendant avait généralement le grade de contre-amiral bien que parfois vice-amiral. Son subordonné immédiat était un officier connu sous le nom de capitaine du chantier naval (ou capitaine du port à partir de 1969). Cela faisait suite à la nomination d'un directeur général (civil) des Royal Dockyards en septembre 1969 et à la création d'un conseil d'administration centralisé de Royal Dockyards. Les amiraux-surintendants ont cessé d'être nommés dans la marine royale après le 15 septembre 1971, et les titulaires de poste existants ont été rebaptisés amiraux portuaires. En mai 1971, le poste a été rebaptisé Flag Officer, Portsmouth and Admiral Superintendent jusqu'en juillet 1971, date à laquelle il a été renommé Flag Officer, Spithead et Port Admiral jusqu'en août 1975, le nom du poste a été de nouveau changé en Flag Officer, Portsmouth and Port Admiral jusqu'en octobre 1996, date à laquelle il a cessé d'exister en tant que commandement séparé qui a ensuite été absorbé dans le premier commandement de la flottille rebaptisé plus tard la flottille de Portsmouth.

## Établissements associés dans la région de Portsmouth
La présence du chantier naval et de la flotte a conduit à la mise en place de diverses autres installations navales et militaires à Portsmouth et aux alentours au fil des ans, dont certaines sont énumérées ci-dessous.

### Naval

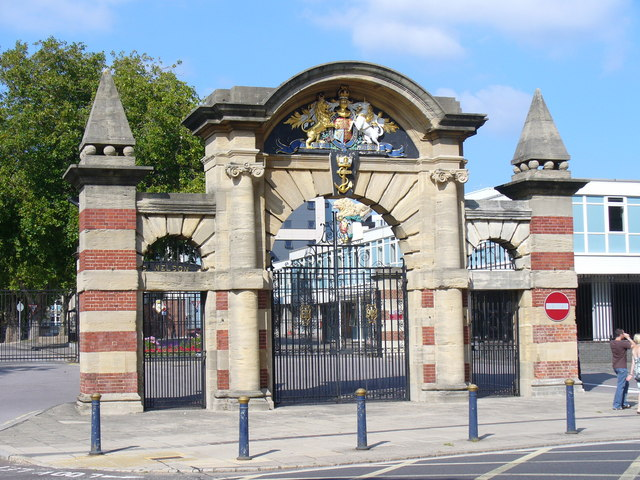
Porte d'entrée de l'ancien site de la caserne navale (HMS Nelson), maintenant le Centre du personnel naval.

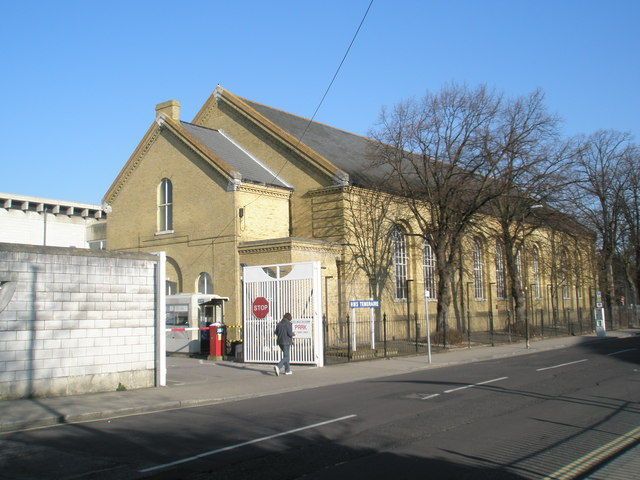
Passerelle et ancien gymnase, HMS Temeraire.

- HMS Nelson : HM Naval Base Portsmouth. Aujourd'hui, le nom englobe toute la base, y compris le chantier naval et le centre du personnel naval sur la rue Queen. Auparavant, il ne signifiait que ce dernier (ouvert sous le nom de Portsmouth Naval Barracks en 1903, plus tard nommé HMS Victory comme le vaisseau amiral du commandant en chef, rebaptisé Nelson en 1974 pour éviter toute confusion). Les blocs de la caserne ont été pour la plupart démolis et reconstruits dans la seconde moitié du XXe siècle, mais un certain nombre d'autres bâtiments d'origine subsistent, notamment la cantine, le hangar de forage et le vestiaire de l'autre côté de la rue. Il reste un bloc de caserne d'une ancienne caserne (de l'armée) (Anglesey Barracks) qui se trouvait autrefois sur le site. En novembre 2016, le ministère de la Défense a publié A Better Defence Estate, qui indique que le HMS Nelson Wardroom sera détruit d'ici 2021[50].
- HMS Excellent : Whale Island, Portsmouth (comprend le quartier général du Commandement de la marine et un établissement d'entraînement naval de première ligne géré par Babcock International (avec tous les services de restauration, de devanture, de nettoyage et d'hôtel sous-traités à Compass Group plc). Le nom était autrefois attaché à la caserne et à d'autres installations du RN Gunnery Establishment (basé sur l'île de 1891 à 1985); ceux-ci font désormais partie de la base de formation[51].
- HMS Temeraire : Burnaby Road, Portsmouth. Formation des instructeurs d'entraînement physique naval et des terrains de sport et des installations pour le personnel de Portsmouth. La RN School of Physical Training est connue sous le nom de Temeraire depuis 1971 et a déménagé sur son site actuel en 1988[52].
- HMS Collingwood : Fareham. Formation navale fournie principalement sous contrat avec Babcock International (les services de restauration et de nettoyage sont sous-traités à Sodexo). Commandé en 1940 en tant qu'établissement de formation pour les marins «nouveaux arrivants», il abrita plus tard la RN School of Electrical Engineering, mais sert aujourd'hui de quartier général de la Maritime Warfare School[53].
- HMS Sultan : Gosport. Formation navale (et tri-services), siège du centre d'excellence en génie mécanique et électrique. Formation navale fournie principalement sous contrat avec Babcock International (les services de restauration et de nettoyage sont sous-traités à Sodexo); ouvert sur ce site en 1956[54].

#### Désarmé

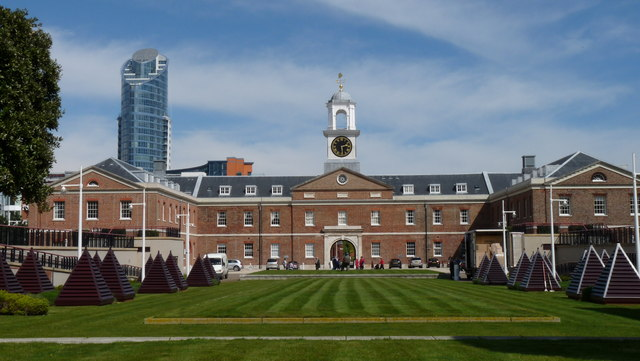
Ancien entrepôt de munitions (bâtiment Vulcan) Gunwharf Quays.

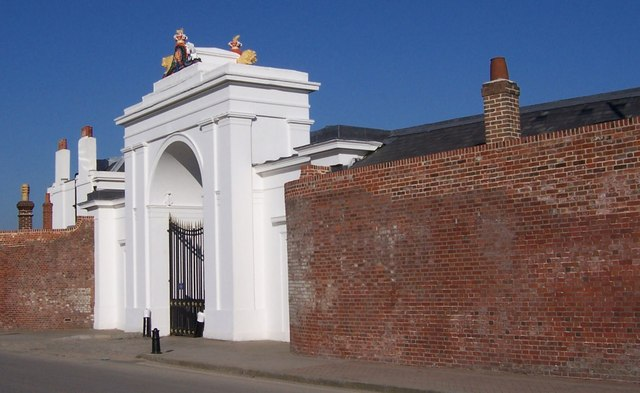
Entrée de l'ancien Royal Clarence Victualling Yard (fondé en 1827).

- HMS Dryad : Now MOD Southwick Park - École de police et de garde de la défense tri-service
- Base sous-marine électrique diesel HMS Dolphin - Maintenant MOD Fort Blockhouse
- HM Gun Wharf, plus tard HMS Vernon torpille et établissement de mines - Désormais à usage civil comme Gunwharf Quays
- HMS Daedalus Fleet Air Arm base
- Hôpital de la Marine royale, Haslar
- Caserne d'Eastney (caserne de la Royal Marine Artillery 1867–1923, caserne des Royal Marines 1923–1995) - convertie en logement.
- Forton Barracks (caserne d'infanterie légère de la Marine royale de 1848 à 1923, puis établissement d'entraînement des garçons du HMS St Vincent jusqu'en 1968) - Désormais à usage civil sous le nom de St Vincent College
- Royal Clarence Victualling Yard, Gosport
- RNAD Gosport: un site composite qui comprenait :
  - RNAD Priddy's Hard (1776) installation de stockage de poudre à canon et de remplissage d'obus. Fermé en 1988 - maintenant Explosion! Musée de la puissance de feu navale
  - Les magasins de poudre à canon RNAD Bedenham (1908) ont été déplacés ici de Priddy's Hard (jugé dangereusement proche du chantier naval).
  - RNAD Elson (qui fait maintenant partie de DM Gosport)
  - RNAD Frater (qui fait maintenant partie de DM Gosport)
- RNAD Marchwood (1811) fermé en 1961 - Converti pour le logement et l'utilisation par Marchwood Yacht Club
- Haslar Gunboat Yard (ouvert en 1859, fermé en 1973)
- HMS Mercury : RN Signals School 1941–1993, Leydene House, East Meon, près de Portsmouth
- HMS Phoenix : établissement de formation à la lutte contre les incendies de 1946 à 1993, qui fait maintenant partie du HMS Excellent

### Militaire

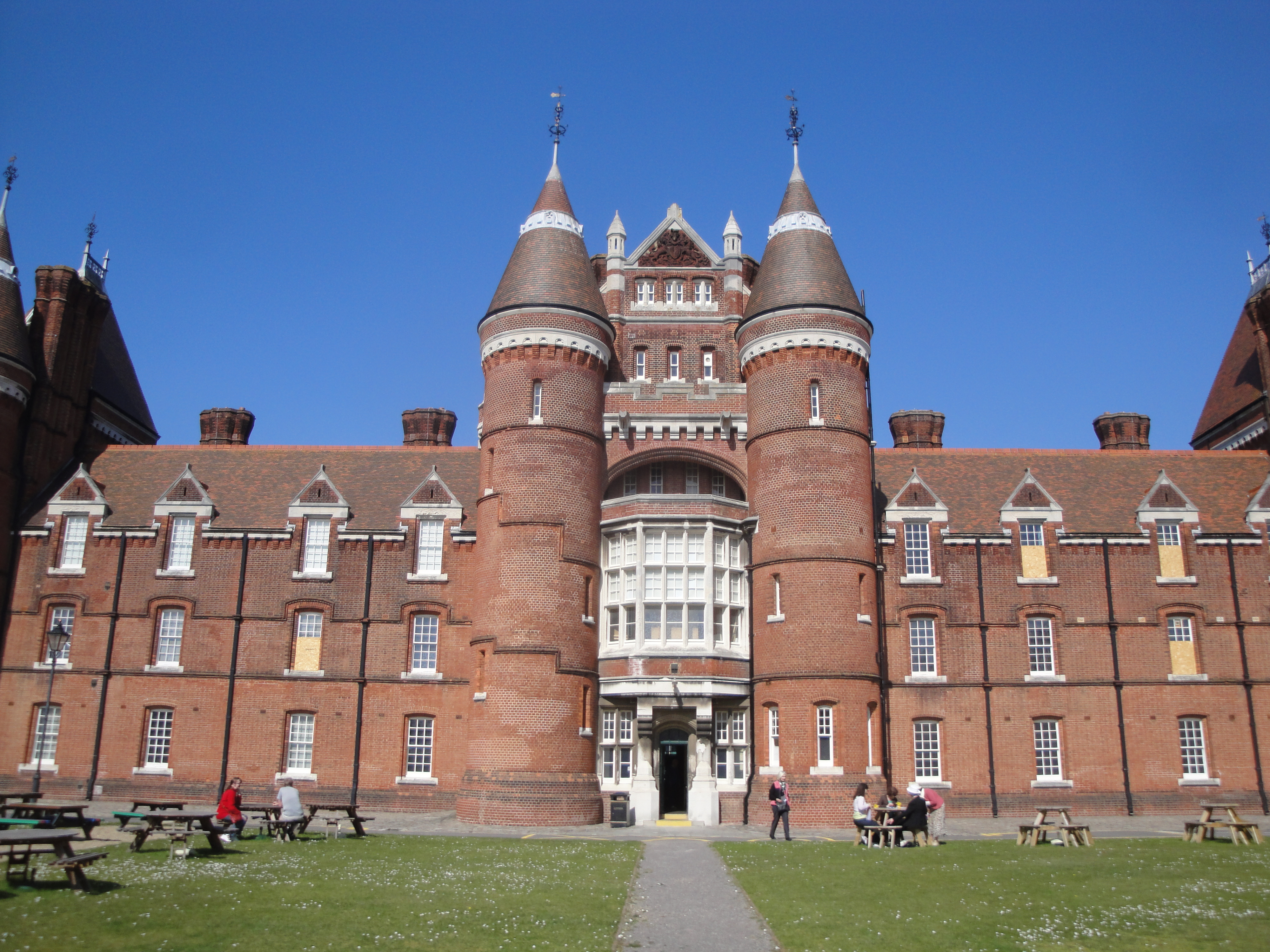
L'une des rares parties survivantes de l'ancien complexe des casernes de Clarence et Victoria (aujourd'hui musée de la ville de Portsmouth).

Les fortifications de Portsmouth ont été développées sur plusieurs siècles pour protéger la flotte et le chantier naval des attaques terrestres ou maritimes. À partir de 1665, Bernard de Gomme a supervisé la construction de lignes défensives autour de Portsmouth (le chantier naval et la vieille ville) et de Gosport (de l'autre côté du port de Portsmouth). Ces défenses ont été étendues au XVIIIe siècle, avant d'être remplacées au XIXe par les forts de Palmerston qui encerclent Portsmouth sur et au large.

Bloc Milldam Barracks, vers 1800.

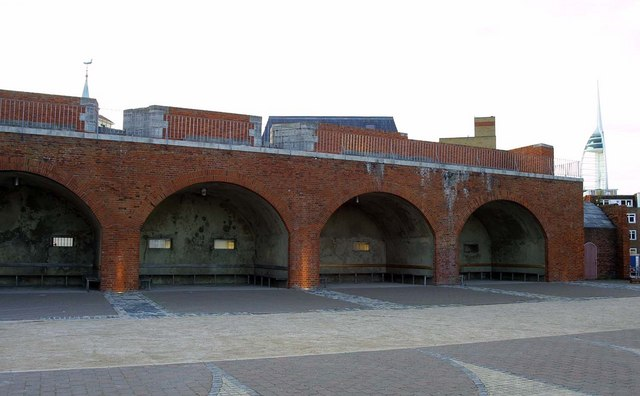
Vestiges de la caserne de Point.

Ces fortifications nécessitaient un nombre important de personnel pour les habiter et, à partir du milieu du XVIIIe siècle, elles (avec d'autres troupes qui étaient soit stationnées dans la garnison soit se préparaient à embarquer à l'étranger) étaient hébergées dans une variété de casernes dans et autour de la ville. En 1900, ceux-ci comprenaient:
- Cambridge Barracks, High Street (Infanterie) - établie en 1825 dans un ensemble d'entrepôts de la fin du XVIIIe siècle; les quartiers des officiers sont occupés par le lycée de Portsmouth depuis 1926.
- Clarence Barracks (Royal Garrison Artillery) - établie en 1760 sous le nom de Fourhouse Barracks sur terre entre la rue St Nicholas et les fortifications (à côté d'une ancienne Royal Marine Barracks)[55]; renommé en 1827; reconstruit vers 1881, s'étendant à travers les anciennes lignes défensives dans le champ au-delà; démoli vers 1967.
- Colewort Barracks, St George's Road (Army Service Corps) - construit comme un hôpital de garnison, converti en caserne 1694, démoli pour faire place à l'expansion de la centrale électrique voisine dans les années 1920.
- Caserne Hilsea (Royal Field Artillery) - construite en 1854, Royal Army Ordnance Corps à partir de 1921; fermé en 1962, site réaménagé pour le logement (la maison Gatcombe du XVIIIe siècle a servi de mess des officiers)[56].
- Milldam Barracks (Royal Engineers) - construit à partir de la fin du XVIIIe siècle, abritait les ingénieurs responsables de l'entretien des fortifications; vendu en 1969 et maintenant occupé par l'université de Portsmouth et le bureau d'enregistrement de Portsmouth.
- Caserne de la pointe (artillerie) - construite le long de la tour ronde médiévale en 1846-1850; vendu au conseil municipal de Portsmouth au début des années 1960 à la suite du démantèlement du réseau d'artillerie côtière du Royaume-Uni[57]. Une partie de la structure en brique a été démolie, mais est marquée par des pierres dans le sol à côté des casemates survivantes[58].
- Caserne St George, Gosport (Infanterie) - construite de 1856 à 1959 comme caserne de transit pour les troupes, continuant à être utilisée militaire jusqu'en 1991; plusieurs bâtiments subsistent, depuis convertis à de nouveaux usages.
- Victoria Barracks (Infanterie) - construite en 1888 à côté de New Clarence Barracks ; démoli en 1967.

Selon le recensement, plus de 6 000 hommes vivaient dans des casernes dans la région de Portsmouth en 1911.
- 2012–2018 : Commodore Jeremy Rigby
- 2018-2019 : Commodore Jim Higham
- 2019-présent : Commodore Jeremy Bailey

## Voir également
- Royal Naval Academy, l'académie royale navale fondée à Portsmouth Dockyard en 1733.
- Portsmouth Dockyard, peinture de James Tissot de 1877.